# 1987年までの近畿日本鉄道ダイヤ変更
本項では第二次世界大戦の終了以降、1987年までに実施された近畿日本鉄道ダイヤ変更（きんきにっぽんてつどうダイヤへんこう）について記述する。
実施されたダイヤ変更に関しては、資料や出典などで判明可能なものに限って記述し、判明不可能なダイヤ変更やごく軽微なダイヤ修正および臨時ダイヤは一部を除き記述を割愛している。また、路線名・駅名・車両形式名は時系列で掲載している。
なお、1947年6月1日に南海電気鉄道に分離された各路線のダイヤ変更については省略（南海に分離された各路線のダイヤ改正については南海電気鉄道のダイヤ改正を参照のこと）するとともに、他社を合併して近鉄の運営に経営移管された各路線のダイヤ変更については、近鉄運営時代のダイヤ変更を主体に記述し、合併前のダイヤ変更は簡潔に記載している。また、相互直通運転を実施している他社局のダイヤ改正については、基本的に近鉄線内の変更と関連しているもののみを記述する。
本記事で単に「特急」と表現した場合、特急料金を必要とする特急（近鉄特急）を指す。
1988年以降に実施されたものは1988年からの近畿日本鉄道ダイヤ変更を参照。

## 1940年代

### 1945年12月21日変更
奈良線の大和西大寺駅 - 近畿日本奈良駅間、および橿原線の全線と相互直通運転を実施していた奈良電気鉄道が、伏見駅 - 桃山御陵前駅間のルートを変更し、堀内駅を隣接していた京阪神急行電鉄（阪急）の丹波橋駅に統合し、共同使用駅として乗り入れ、この日より新たに阪急京阪線とも片方向直通運転を開始したことによるダイヤ変更を実施した。近鉄では近畿日本奈良駅および橿原神宮駅駅発着の列車の一部が、この日より開業した奈良電気鉄道と阪急との共同使用駅である丹波橋駅から同線にも乗り入れ、近鉄を含めた3社による直通運転を開始した。
同年の6月1日には、大阪線の俊徳道駅、築山駅、真菅駅が休止された。

### 1946年3月15日変更
休止していた伊賀線の伊賀神戸駅 - 西名張駅間、および広小路駅と上林駅、山田線東松阪駅の営業再開などによるダイヤ変更を実施した。
同日より奈良線と大阪線・山田線では急行が設定された。当時の奈良線急行の途中停車駅は鶴橋駅・ 石切駅と、近畿日本生駒駅（現在の生駒駅） - 近畿日本奈良駅（現在の近鉄奈良駅）間の各駅であった。大阪線・山田線での途中停車駅は、鶴橋駅・大和八木駅・名張駅・伊賀神戸駅・伊勢中川駅・松阪駅・山田駅（現在の伊勢市駅）であった。
直前の3月1日より、休止されていた大阪線の俊徳道駅、築山駅、真菅駅が、ダイヤ変更後の6月1日には南大阪線の河堀口駅が、1ヵ月後の7月1日には長野線の富田林西口駅が、それぞれ営業を再開した。同年7月13日には名古屋線の川越駅が廃止され、これに関連して富洲原駅が旧・川越駅寄りに移転したが、同日にダイヤ変更を実施していたかどうかは不明である。その後同年12月25日には南大阪線の橿原神宮西口駅が営業再開した。

### 1947年10月8日変更
この変更より近鉄特急が運転を開始した。名阪特急が上本町駅 - 伊勢中川駅間と伊勢中川駅 - 近畿日本名古屋駅間で各2往復設定され、名阪間を4時間03 - 07分で結んだ。設定当時は大阪線内および名古屋線内のみの運転であったが、現在とは異なり両列車とも名阪特急であった。なお上本町駅行のみ鶴橋駅に停車した。愛称は上本町駅発が「すずか」、近畿日本名古屋駅発が「かつらぎ」であった。その他一般列車のダイヤも変更された。
同年の3月1日には名古屋線の黄金駅の営業が再開された。その一方で、同年内に伊勢線の松阪北口駅を廃止している（廃止日は不詳）。
この年の6月1日、旧・南海鉄道の路線である難波営業局を分離し、分離先は南海電気鉄道の路線となったため、近鉄の路線は大きく減少した。

### 1948年3月30日変更
特急をスピードアップし、名阪間を3時間55分とした。この時点での大阪線・山田線列車の停車駅は、急行は上本町駅 - 名張駅間の区間列車も含めて1946年3月15日変更時と同じ、上本町駅 - 名張駅間の準急は鶴橋駅・布施駅・河内山本駅・高安駅・河内国分駅・近畿日本下田駅・大和高田駅以東の各駅であった。準急は近畿日本八尾駅には停まらなかった。この後1952年までに上本町駅 - 宇治山田駅間の急行は佐田駅（現在の榊原温泉口駅）に一部列車が停車し、1955年までに区間運転の急行は大和高田駅・桜井駅・榛原駅にも停車、準急は20２2年現在と同じ停車駅（途中停車駅は鶴橋駅・布施駅・近畿日本八尾駅(=近鉄八尾駅）・河内山本駅・高安駅・河内国分駅以東の各駅）に変更され、新たに名張駅 - 宇治山田駅間にも準急が設定されているが、どの時点で変更されたかは不詳である。

### 1948年7月18日変更
名阪特急の大阪線内列車を山田線の宇治山田駅まで延長した。これにより同系統は阪伊特急に改称した。途中、伊勢中川駅及び山田駅（宇治山田駅行のみ）に停車した。また、同日に特急列車で車内販売の営業を開始した。
その他一般列車のダイヤも変更された。
同年の1月1日、南大阪線の高田町駅を高田市駅に改称した。

### 1949年8月1日変更
名阪特急・阪伊特急をそれぞれ1往復増発し、いずれも3往復の運転となった。また、名阪間が3時間25分にスピードアップされた。その他の一般列車もダイヤが変更された。
同年の12月1日には、奈良電気鉄道を介して3社相互直通運転を実施中であった京阪神急行電鉄が京阪電気鉄道と分離したため、阪急 - 奈良電気鉄道 - 近鉄の3社直通運転は京阪 - 奈良電気鉄道 - 近鉄との直通運転の形態に変更された。
同年、南大阪線では近鉄発足後初、前身事業者時代を含めると21年ぶりの新形式車両となった旧6801系→後の6411系が運転を開始した。

## 1950年代

### 1950年9月1日変更
特急の所要時間短縮が行われ、名阪間は3時間05分、阪伊間は2時間09分となった。
この変更より6401系特急車が運転を開始した。
この年（正確な時期は不詳）、八戸ノ里駅付近に八戸ノ里車庫が開設され、河内小阪駅付近にあった小阪車庫は八戸ノ里車庫への移転により廃止された。これにより河内小阪駅折返し列車は八戸ノ里駅まで延長され消滅した。

### 1952年3月20日変更
特急が増発され、上本町駅 - 宇治山田駅間が5往復、伊勢中川駅 - 近畿日本名古屋駅間が4往復となった。伊勢中川駅で名古屋方面と連絡しない特急については、「いすず」と命名された。また名阪間が2時間55分、阪伊間が2時間01分にスピードアップした。午後発の特急には、上本町駅発は「あつた」、近畿日本名古屋駅発は「なにわ」の愛称がついた。
この年の大晦日、戦前以来途絶えていた終夜運転が復活した。近鉄ではこの時以降、終夜運転用のダイヤのことを公式には「越年ダイヤ」と称している（通常の平日ダイヤは「Aダイヤ」、休日ダイヤは「Bダイヤ」と称している。またこの当時一部の路線で設定されていた、休日多客時輸送用ダイヤは「Cダイヤ」と称していたが、同ダイヤは1989年5月上旬の使用を最後に廃止されている）。

### 1953年4月1日変更
特急が増発され、上本町駅 - 宇治山田駅間、伊勢中川駅 - 近畿日本名古屋駅間がそれぞれ6往復となった。伊勢中川駅で全て名古屋方面と連絡するようになり、「いすず」が廃止された。

### 1953年9月25日変更
京阪本線 - 奈良電気鉄道 - 近鉄橿原線の3社直通となる三条駅 - 橿原神宮駅駅（現在の橿原神宮前駅）間の急行を運転開始した。この急行は1955年までに廃止された。

### 1954年10月23日変更
奈良電気鉄道 - 近鉄奈良線直通となる京都駅 - 近畿日本奈良駅間の特急（料金不要）が朝夕に5往復運行開始した。上本町駅 - 近畿日本奈良駅間の特急運行開始に2年余り先立ち、近鉄路線上で初めて設定された料金不要の特急であった。途中停車駅は丹波橋駅・大和西大寺駅であった。これに関連して奈良電気鉄道のデハボ1200形電車が運転を開始した。

### 1955年1月17日変更
特急がさらに1往復増発され、上本町駅 - 宇治山田駅間、伊勢中川駅 - 近畿日本名古屋駅間がそれぞれ7往復となった。愛称に「おわり」・「あすか」が加わり、上本町駅発は発車順に「すずか1・2号」、「あつた1・2号」、「おわり1・2・3号」、近畿日本名古屋駅及び宇治山田駅発は「かつらぎ1・2号」、「なにわ1・2号」、「あすか1・2・3号」とされた。

### 1955年8月29日変更
特急の所要時間短縮が行われ、名阪間が2時間48分となった。

### 1956年5月23日変更
奈良電気鉄道 - 近鉄奈良線直通となる京都駅 - 近畿日本奈良駅間の特急（料金不要）が6往復に増発された。

### 1956年7月1日変更
特急の所要時間短縮が引き続き行われ、名阪間が2時間42分となった。

### 1956年9月23日変更
名古屋線の川原町駅 - 海山道駅間の「善光寺カーブ」解消のため、経路を変更し、同線の四日市駅を廃止した。従来の諏訪駅を現在の近鉄四日市駅の位置に移転し、近畿日本四日市駅に改称した。
この時まで、急行・準急は諏訪・四日市の両駅に停車していたが、この時より近畿日本四日市駅の1駅の停車となった。なお特急については両駅とも通過していたため、所要時間は短縮されたが、停車駅には影響はなかった。

### 1956年12月21日変更
上本町駅 - 布施駅間が複々線となり奈良線の列車と大阪線の列車の線路が分離されたことにより実施された。
同変更以前は大阪線列車も奈良線列車と線路を共用していたが、大阪線列車は奈良線基準の600Vの架線下を走行する関係上、電圧の違いで速度が落ちてしまい、これを補うため今里駅を通過していたが、線路分離により1500Vの大阪線用の線路が設置され、この制約もなくなったため、大阪線の列車も今里駅に停車することとなった。なお、分離直前、ラッシュ時（上本町駅発8時台）には1時間当たり36本もの列車が1本の線路に運行されていた。
奈良線では、料金不要の特急が運転を開始し、特急の所要時間は約30分であった。上本町駅 - 近畿日本奈良駅間では、鶴橋駅と大和西大寺駅のみ停車していた。車両は800系が限定運用されていた。
そのほかの列車では、有料特急のスピードアップが実施され、上本町駅 - 伊勢中川駅 - 近畿日本名古屋駅（現在の近鉄名古屋駅）間の乗り換え時間を含む所要時分は、最速列車で2時間35分となった。

### 1957年3月21日変更
奈良電気鉄道 - 近鉄奈良線直通となる京都駅 - 近畿日本奈良駅間の特急（料金不要）が12往復に増発された（朝夕に約30分間隔の運行）。また、京阪電気鉄道 - 奈良電気鉄道 - 近鉄奈良線直通となる三条駅 - 近畿日本奈良駅間の直通列車及び京都駅 - 京阪宇治駅間の直通普通列車が毎時それぞれ2往復から1往復に削減された。加えて奈良電気鉄道乗入れ準急の京阪本線内の停車駅が各駅停車から急行と同じ（四条駅・七条駅・伏見稲荷駅に停車）に変更された。

### 1957年4月20日変更
直前の3月21日に1944年（昭和19年）1月7日より休止となっていた信貴鋼索線（現在の西信貴鋼索線）の営業が再開されたことに呼応して実施され、大阪線と信貴線（信貴鋼索線再開に合わせ東高安線より改称）との直通運転が開始された。日中及び夜間に毎時2本ずつ、上本町駅 - 高安駅間の普通が上本町駅 - 信貴山口駅（同様に東高安駅より改称）間に変更されるとともに、朝夕には上本町駅 - 信貴山口駅間の準急も設定された。このダイヤ変更に関連して1460系が運転を開始した。

### 1957年11月1日変更

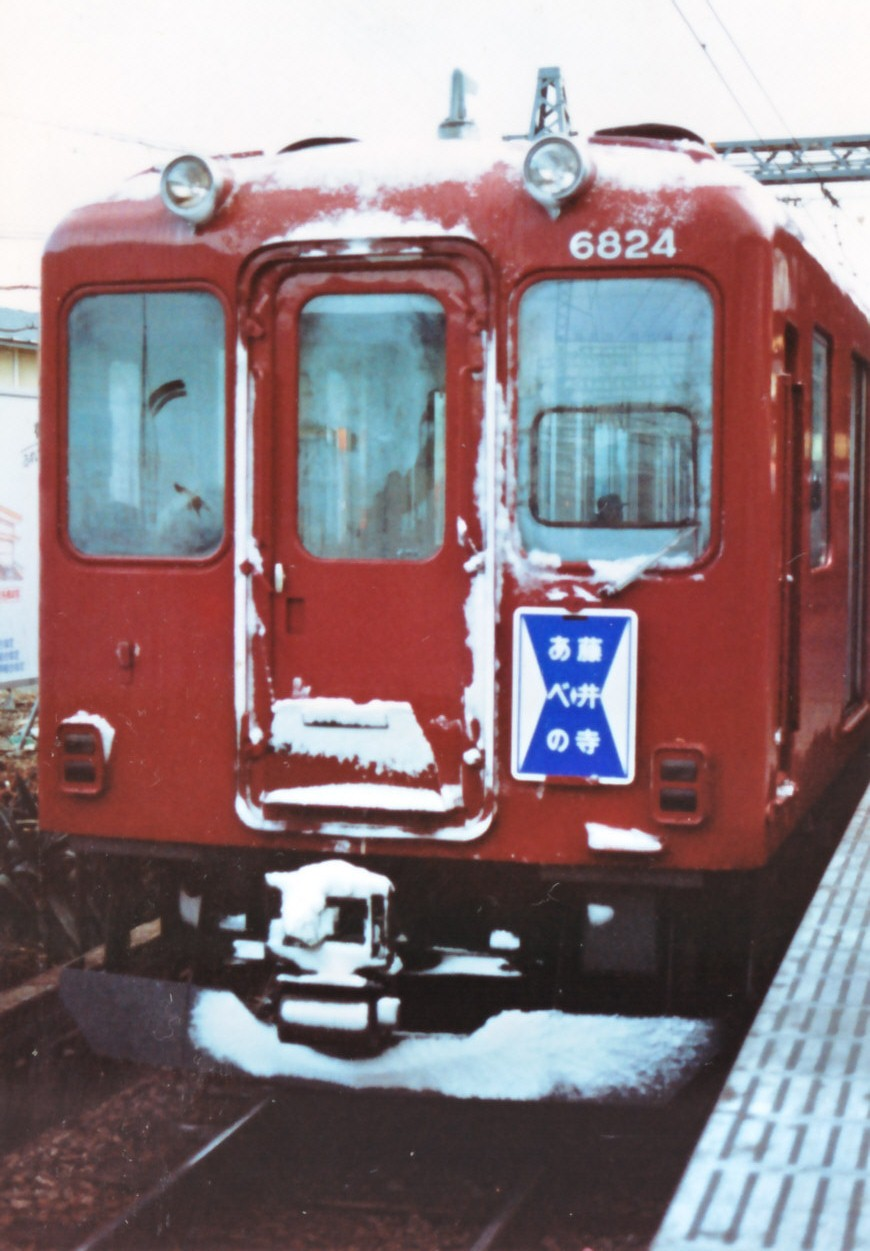
6800系「ラビットカー」
（後期車。画像撮影年は不明）

この変更は南大阪線系統を中心に実施した。南大阪線では輸送力増強工事の完成により、日本の電車で初の高加減速車両である6800系（ラビットカー）を導入し、同形式限定の運用が設定され、高加減速性能を生かせられる限定ダイヤで運用した。6800系はこの当時は普通のみではなく、準急や急行でも一部運用されていたが、逆に普通でも旧型車を使用する列車もまだ数多く運転されていた。当時の6800系の運用範囲は南大阪線のほか、幹線であるものの当時腕木式信号機が残っていた長野線や御所線のみの限定運用であり、道明寺線や吉野線へは入線を行わなかった。なお、6800系は同年9月12日に公式試運転を実施し、このダイヤ変更を待たずに同年10月18日より運転を開始した。
南大阪線・吉野線系統の急行の停車駅が変更された。従来停車していた河内松原駅・藤井寺駅・道明寺駅の3駅が通過となり大阪阿部野橋駅 - 古市駅間無停車となった。ただし大阪阿部野橋駅 - 河内長野駅間の急行は河内松原駅・藤井寺駅・道明寺駅停車のまま、この変更以降も急行を名乗った。

### 1958年7月11日変更
上本町駅 - 宇治山田駅間および伊勢中川駅 - 近畿日本名古屋駅間の特急が2往復ずつ増発された。愛称は整理され、上本町駅発が発車順に「すずか1 - 4号」、「あつた1 - 5号」、近畿日本名古屋駅及び宇治山田駅発は「かつらぎ1 - 4号」、「なにわ1 - 5号」となり「おわり」・「あすか」が廃止された。また、このダイヤ変更より10000系（ビスタカー）と6431系が運転を開始した。

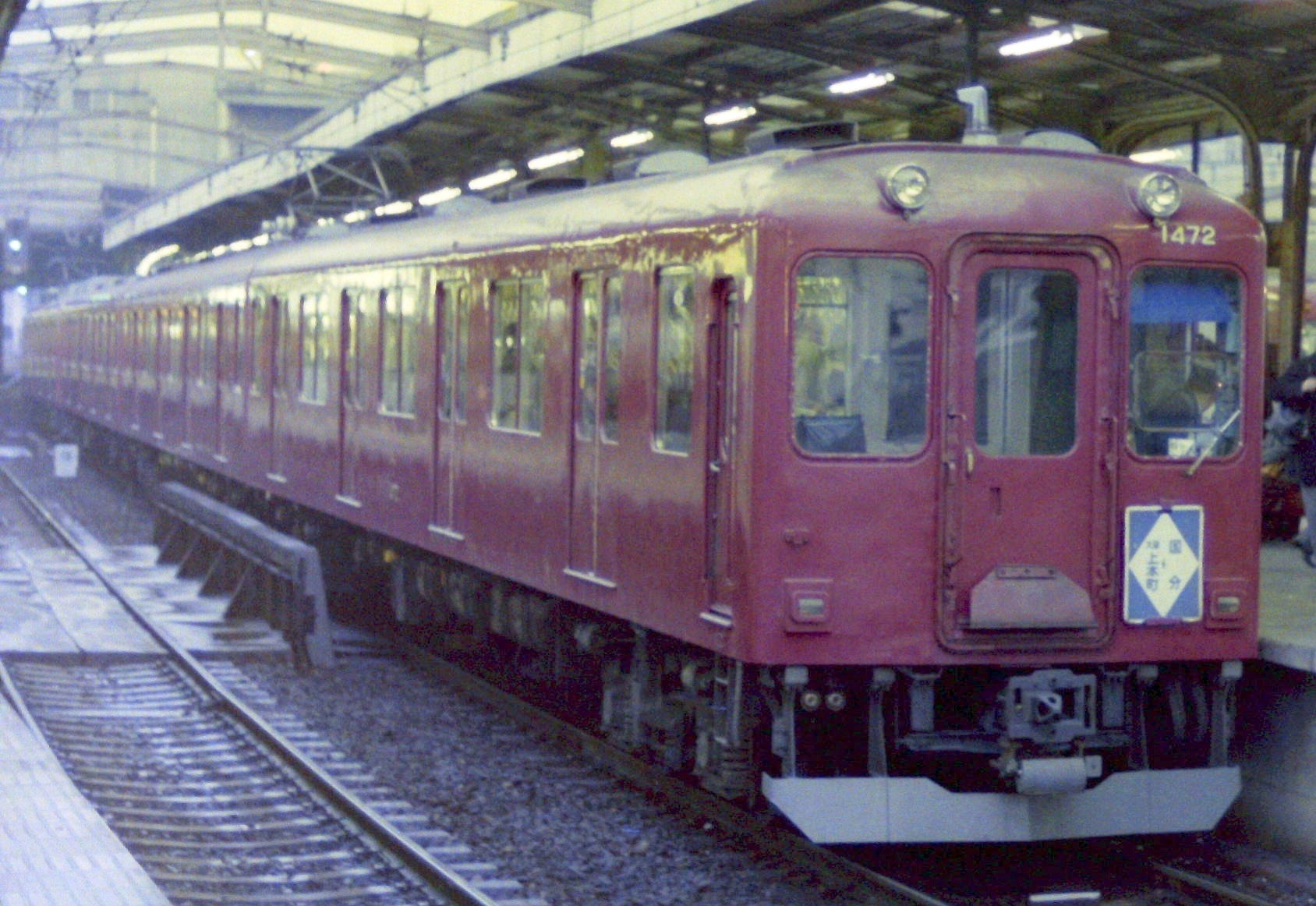
1470系（画像は1985年）

この年は大阪線初の4扉車である1470系や、2017年11月現在では近鉄最後の東洋電機製造製の制御器を使用した6441系も運転を開始している。

### 1959年12月12日変更

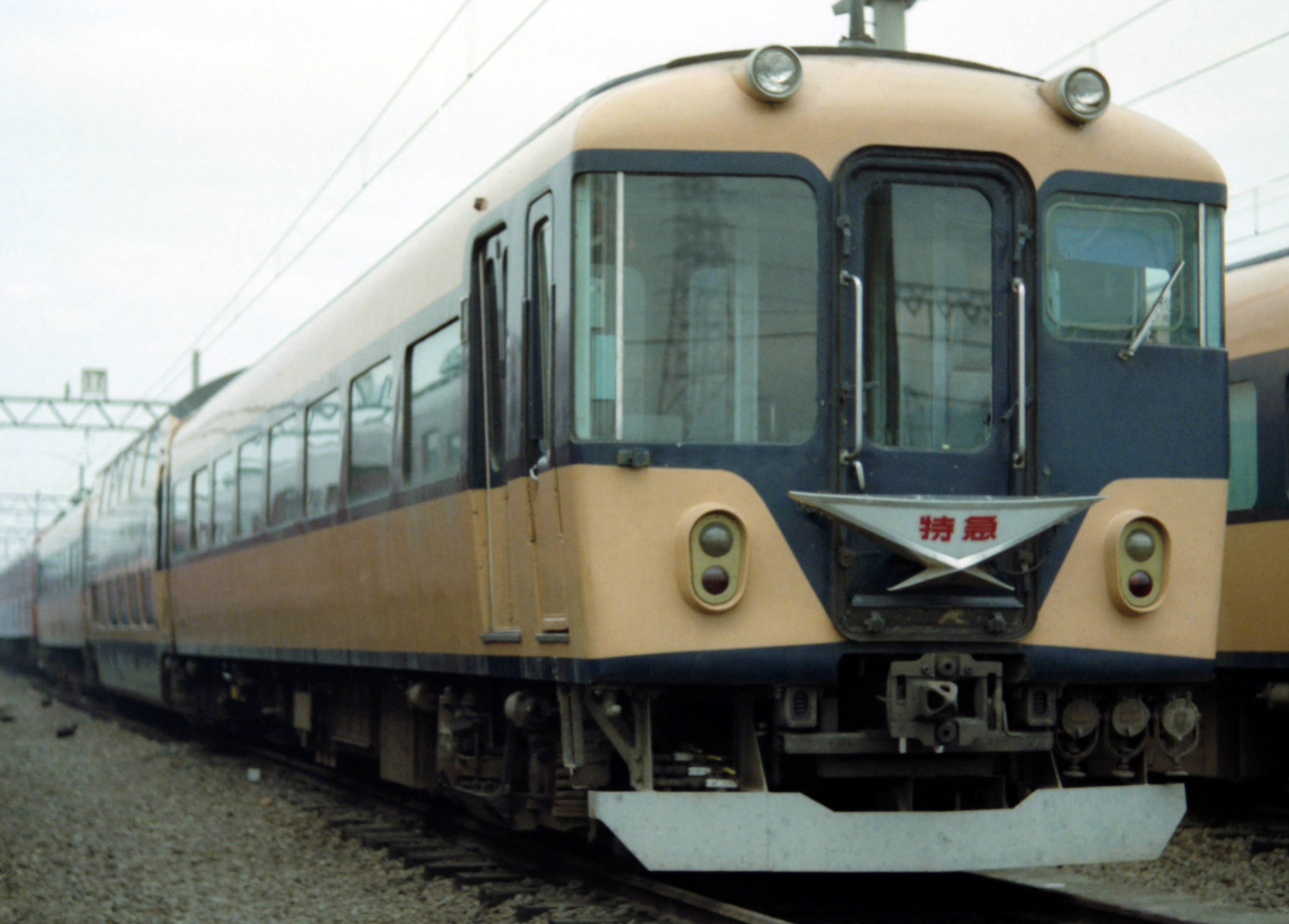
10100系「ビスタカーII世」
（貫通型正面。画像は1978年）

同年9月26日の伊勢湾台風で被害を受けた区間の復旧、およびこの復旧の関連工事として行った近鉄懸案の名古屋線・神戸線（現在の鈴鹿線）改軌工事（同年11月19日 - 27日）竣工に伴い、同日にダイヤ変更が実施された。
名古屋線および神戸線は改軌準備として、並行して路盤の強化を行い、大阪線・山田線所属の重量級大型車も入線が可能となり、また大阪線・山田線所属の車両を名古屋線に転属させて、神戸線を含めて共通運用を実施することも可能となった。
これを機に第二次世界大戦前より構想が練られ、またやはり近鉄の懸案であった名阪直通運転を開始し、これに伴い特急列車の運転区間が変更され、上本町駅 - 宇治山田駅間と伊勢中川駅 - 近畿日本名古屋駅間の2系統から、上本町駅 - 伊勢中川駅 - 近畿日本名古屋駅間と伊勢中川駅 - 宇治山田駅間の2系統に変更したが、約1ヵ月後にダイヤ変更が既に計画されていたため、この時点では改正前とほぼ類似した暫定的なダイヤで運行された。直通開始により所要時分についてわずかに短縮され、近畿日本名古屋行きは2時間27分、上本町行きは2時間30分となった。
名古屋線改軌により、同線は大阪線だけでなく山田線とも直通が可能となったため、一般列車もダイヤが変更され、一部は名古屋線と山田線および大阪線との間を直通する列車も暫定的に運行されるようになり、名古屋線の車両が大阪線の車両とともに山田線でも運用することとなった。逆に改軌の対象外となり、線路が分断された伊勢線と養老線（現在の養老鉄道養老線）は名古屋線との直通運転が廃止された。
この変更より10100系と1600系が運用を開始した。
同年7月15日には、山田駅が伊勢市駅に改称された。国鉄（現：JR東海）参宮線も同様に改称した。

## 1960年代

### 1960年1月20日変更
創業50周年を迎えたこの年のダイヤ変更は、前年1959年11月の名古屋線および神戸線の軌間拡幅工事竣工によるものである。前年の名阪間直通運転開始に続き、この変更では名古屋線から山田線伊勢方面への直通運転を本格的に開始した。
このダイヤ変更での主な変更内容は、以下の通り。
1. 特急網の再編成（主要駅に停車する準特急の新設[注釈 17]と名古屋線と山田線の線路幅が同一となり直通運転が可能になったことによる名伊特急の新規設定）。およびこれによる定期運行の特急の列車愛称の廃止[注釈 18]。なお名阪準特急との接続用として、伊勢中川駅 - 宇治山田駅間のみ運行の特急も引き続き設定[注釈 19]。
2. 一般列車における、名古屋線 - 山田線相互間の直通列車が本格的に運転開始（近畿日本名古屋駅 - 伊勢中川駅間の急行・準急・直行・普通の山田線への直通開始）。なお、名張駅 - 宇治山田駅間で運行していた準急[注釈 20]を近畿日本名古屋駅発着の急行に振り替えたため、伊賀神戸駅[注釈 21] - 伊勢中川駅間の準急は消滅した[22][23]。
3. 1959年12月12日変更で暫定的に実施していた、名古屋線・神戸線への大阪線所属車両の、大阪線・山田線への名古屋線所属車両の本格的な入線の開始[注釈 22]。
4. 上本町駅 - 近畿日本名古屋駅間（伊勢中川駅でスイッチバック）の名阪直通急行が運転を開始（早朝上本町駅発、夜間近畿日本名古屋駅発の1往復[注釈 23]）。

なお、直後の2月1日にも名伊準特急が1往復増発された。

### 1961年3月29日変更
中川短絡線が完成し、名阪甲特急が経由するようになった（名阪乙特急は従来通り伊勢中川駅でスイッチバック）。一般列車では、近畿日本名古屋駅 - 塩浜駅間で毎時2本運行されていた準急が、神戸線の伊勢神戸駅（1963年にそれぞれ鈴鹿線、鈴鹿市駅に改称）まで延長された。このころ大阪線では従来の急行のうち、上本町駅 - 松阪駅間の区間運転列車を分離する形で通勤急行が設定された。なお、区間運転列車は以前から上本町駅 - 宇治山田駅・近畿日本名古屋駅間の急行の停車駅（上本町駅 - 宇治山田駅間では鶴橋駅・大和八木駅・名張駅・伊賀神戸駅・伊勢中川駅・松阪駅・伊勢市駅、昼間時の一部のみ佐田駅<現在の榊原温泉口駅>）に加えて大和高田駅・桜井駅・榛原駅にも停車していた。

### 1961年4月25日修正
大阪環状線の開業に伴い、これまで上本町駅行のみ鶴橋駅に停車していた甲特急が、両方向とも停車するようになった。

### 1961年9月21日変更

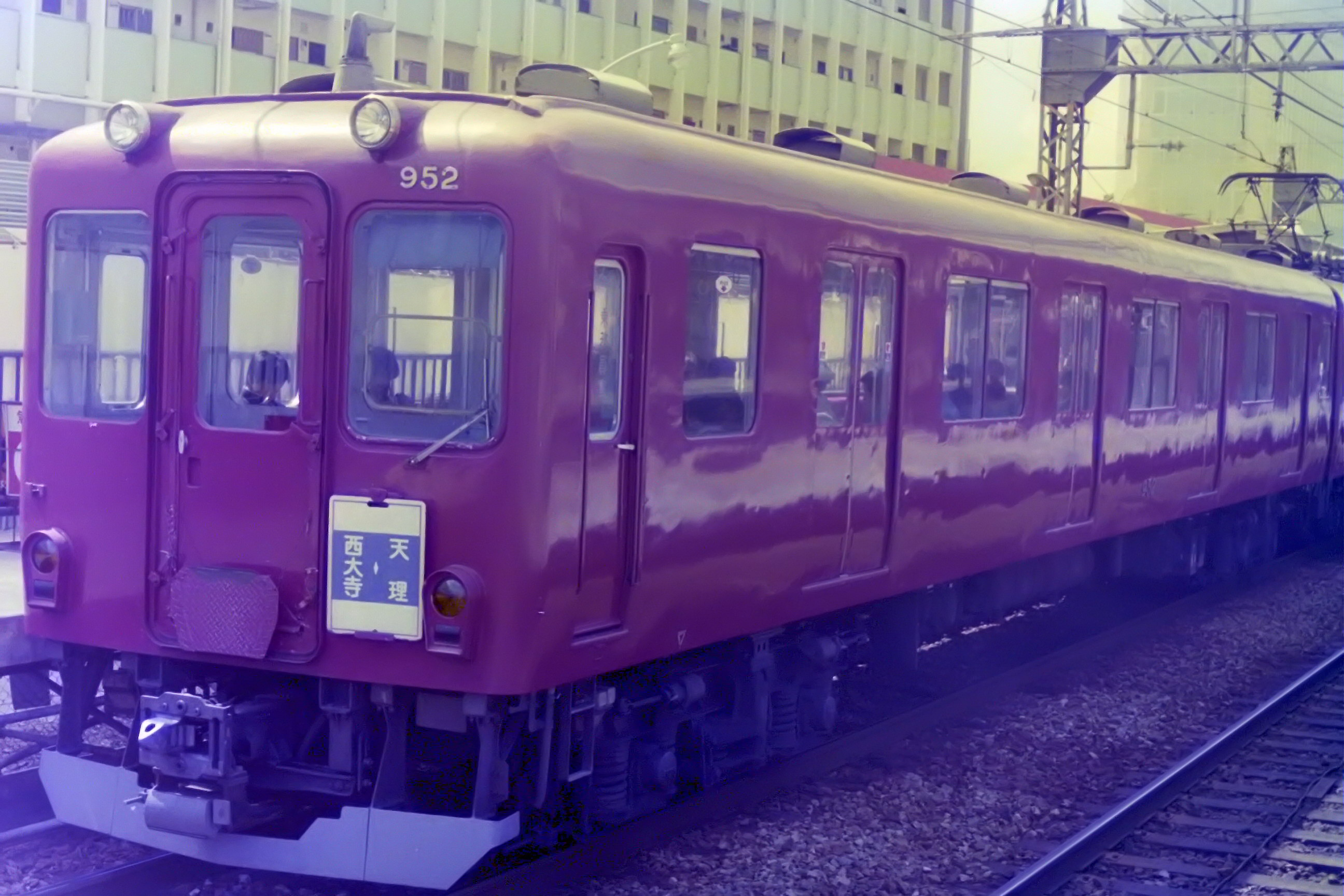
900系（画像は1986年9月）

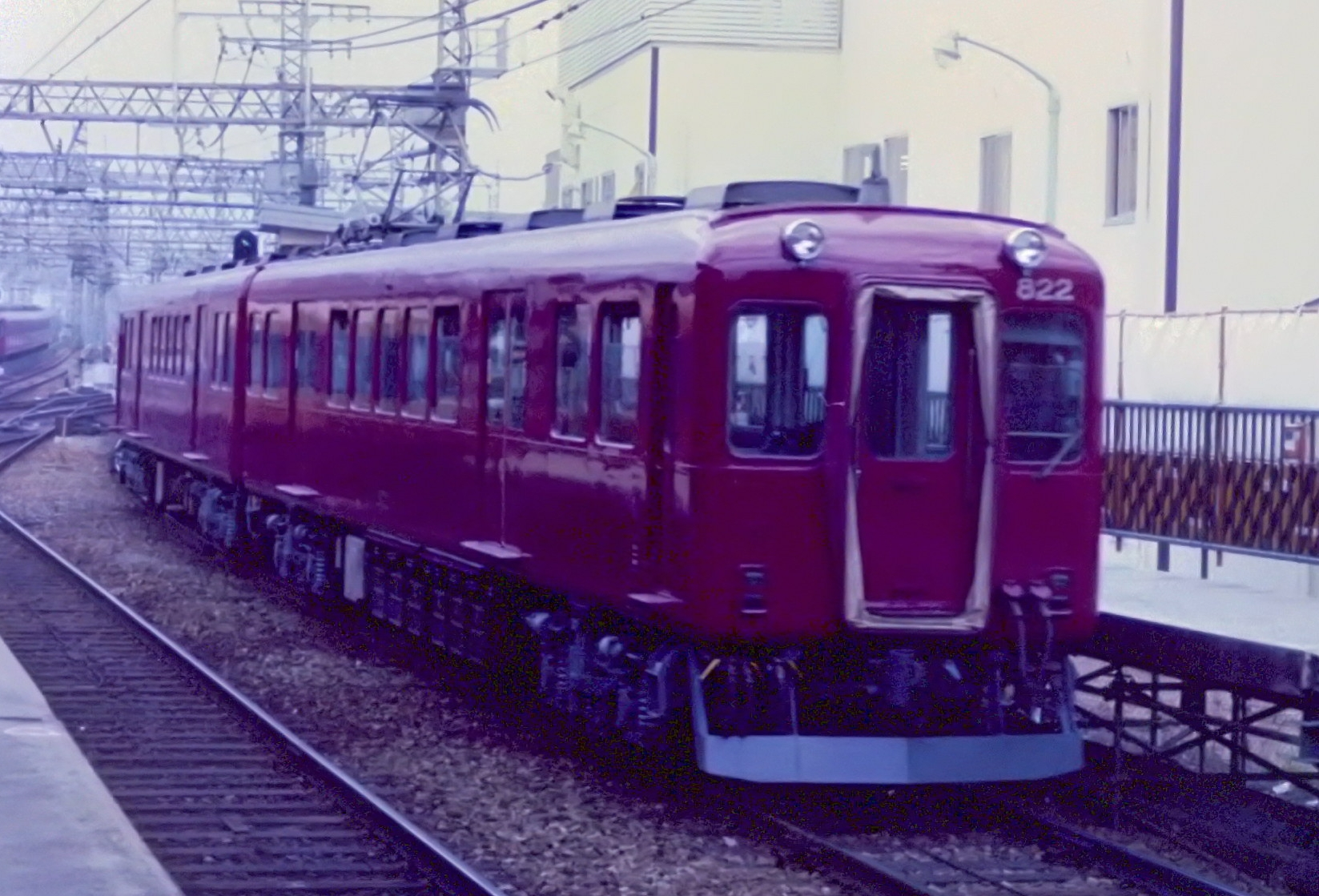
820系（画像は1986年9月）

奈良線八戸ノ里駅 - 瓢箪山駅駅間の建築限界拡大工事竣工などによるダイヤ変更が実施された。この変更で900系が上本町駅 - 瓢箪山駅（一部上本町駅 - 八戸ノ里駅）間の普通で運用を開始した。奈良線では900系の他に820系の運転も開始し、800系と同様に主に特急に運用された。
このほか、大阪線では通勤急行と準急の中間の性格を持つ種別として、通勤時間帯の上本町駅 - 名張駅間に区間急行が設定された。停車駅は鶴橋駅・布施駅・近畿日本八尾駅・河内山本駅・高安駅・河内国分駅・近畿日本下田駅・大和高田駅・大和八木駅・桜井駅・長谷寺駅・榛原駅・室生口大野駅・赤目口駅であった。急行は佐田駅に全列車が停車するようになったが、上本町駅 - 松阪駅間の通勤急行は停車しなかったため、「選択停車」の状況であった。また、日中の大阪線上本町駅発着の列車が大幅に増やされ、準急が従来の2本から4本に、普通が6本から8本に増加した。この時に確立した河内国分駅 - 榛原駅間の急行通過駅の日中1時間当たり3本体制は、2018年変更で急行停車駅を追加した際に五位堂駅 - 大和朝倉駅間に変更されたが、現在でもほぼ変わっていない。
特急関連では、名阪特急が増発され、甲特急は一部時間帯を除き1時間間隔で設定された。
この年の1月22日、伊勢線が廃止された。また、同年は900系・820系の他にも10400系と1480系が運転開始した。
なお、このダイヤ変更当時は名古屋線の桑名駅を午前4時53分に発車する宇治山田駅行準急（平日ダイヤでは宇治山田駅6時36分着）が設定されていたように、一部の線区で午前4時台に始発駅を発車する列車も設定されていたが、その後1967年12月20日変更で午前4時台に始発駅を発車する列車は廃止され、現在は始発列車は午前5時以降の運転となっている。

### 1962年6月15日変更
上本町駅 - 松阪駅間の通勤急行も佐田駅に停車するようになった。また大阪線上本町駅発着列車のうち、前年に増発された列車の一部が削減された。
この年、小学生向けの修学旅行用電車として運転する目的で設計された20100系「あおぞら」が運転を開始した。

### 1963年1月21日変更
奈良電気鉄道との直通特急（料金不要）に、従来運行されていた京都駅 - 近畿日本奈良駅のほか、京都駅 - 橿原神宮駅駅間の系統も2往復設定された。途中停車駅は丹波橋駅・大和西大寺駅・近畿日本郡山駅・平端駅・近畿日本田原本駅と、大和八木駅 - 橿原神宮駅駅間の各駅（橿原線内は急行と同じ）であった。この系統には主に820系が使用された。

### 1963年3月21日変更
名阪乙特急も名阪甲特急と同様に中川短絡線経由となり、伊勢中川駅は通過となった。このため、名阪乙特急との接続用の伊勢中川駅 - 宇治山田駅間の区間特急は阪伊乙特急または名伊乙特急に変更された。また、名阪乙特急の区間運転として、上本町駅 - 近畿日本四日市駅間の列車が1往復設定された。さらに、特急車の編成方向の定位が従来の山田線基準から名古屋線基準となった。
直後の4月8日、鈴鹿線の鈴鹿市駅 - 平田町駅間が開業した。同時に神戸線を鈴鹿線に、伊勢神戸駅を鈴鹿市駅に改称した。

### 1963年9月21日変更
名張駅 - 伊賀上津駅間の複線化、および東海道新幹線建設の関連工事として実施していた奈良電気鉄道京都駅の高架化が竣工したことによるダイヤ変更を実施した。
この変更では、特急列車関連では、名阪甲特急は1時間ヘッドで運転されるようになった。また、大阪線の複線化進捗に伴い、名古屋駅 - 上本町駅間の所要時間は最速2時間13分に短縮された。
その他の列車関連では、上本町駅→松阪駅、宇治山田駅→上本町駅に鮮魚列車が設定された。近畿日本鉄道への合併直前の奈良電気鉄道線関連では、京都駅 - 橿原神宮駅駅間の特急（料金不要）が増発されるとともに、京都駅 - 天理駅間に急行が新設された。南大阪線関連では、準急と停車駅が同じながら急行と名乗っていた大阪阿部野橋駅 - 河内長野駅間の急行が準急に改称されると同時に、新たに同区間の急行（大阪阿部野橋駅 - 古市駅間無停車、長野線内各駅停車）が設定された。また大阪阿部野橋駅発の普通河内松原駅行（夕方に運行）の設定が廃止された。
直後の10月1日にて、奈良電気鉄道（京都線）が近鉄に吸収合併され、近鉄は京都府にも路線を有することとなった。これにより、大和西大寺駅を介して奈良線・京都線と京阪との間で運転の直通列車は3社乗り入れから2社乗り入れとなった。また同日、奈良電竹田駅を竹田駅に、奈良電小倉駅を小倉駅に、それぞれ冠名を省略する駅名に改称された。
この年、特急車の11400系と、南大阪線の新ラビットカー6900系が運用を開始した。

### 1964年3月23日変更
湯の山線（当時は三重電気鉄道）が3月1日に改軌されたのち、当日より名古屋線と直通運転を開始した。当時は主に準急列車が直通しており、湯の山線内でも通過駅のある準急運転が行われた（停車駅は伊勢松本駅・桜駅・菰野駅及び朝の四日市方面のみ中菰野駅）。また名古屋線・山田線の直行列車が廃止された。直行列車の代替として桑名駅以南に普通列車を設定したが、近畿日本弥富駅 - 桑名駅間は日中の普通列車の運転がなくなり、準急を近畿日本長島駅に停車させて補完した。さらに直行停車駅で準急通過駅であった近畿日本蟹江駅にも準急が停車するようになった。2020年現在も継続している宮町駅への近畿日本名古屋駅発着急行の停車も1960年からこの変更までの間に開始された。なお直前の3月10日には名古屋線の江戸橋駅 - 津駅間が複線化され、名古屋線の単線区間は雲出川分岐信号場 - 伊勢中川駅間のみとなった。

### 1964年8月3日変更
直前の7月23日に瓢箪山駅 - 近畿日本生駒駅間の建築限界拡大工事および新生駒トンネルが竣工したことに伴い、8月3日にダイヤ変更を実施した。生駒トンネルを使用停止し、新たに新生駒トンネルを使用開始したことにより奈良線大型車の運行可能区間を上本町駅 - 近畿日本生駒駅までに拡大した。8000系が投入された効果もあり、同区間の普通列車の所要時間は変更前と比較して5分短縮された。
また京都線・橿原線では平日の特急（料金不要）が一旦廃止された代わりに、急行が増発された。
なお新生駒トンネル使用開始により、7月23日に孔舎衛坂駅を廃止し、石切駅を限界拡大工事により一足先に廃止した鷲尾トンネル跡地に移転した。当初は仮ホームであったが、同年12月26日に待避線が設置された。

### 1964年10月1日変更
このダイヤ変更では、同日の東海道新幹線の開業に伴って特急ネットワークを再構築し、特急運転線区に京都線・橿原線の全線にも特急（京橿特急）が運転を開始した。この特急は京都からの伊勢連絡特急を兼ね、大和八木駅で阪伊乙特急に相互接続を取るダイヤとした。なお従来運行されていた京都線の料金不要特急は丹波橋駅にも停車していたが、有料化に伴い通過となった。
また、この変更の直前に、富雄駅 - 生駒駅間で新向谷トンネルが開通したことにより（従来の向谷トンネルは廃止）、奈良線全線の建築限界拡大工事が竣工し、大型車の運転が奈良線全線で可能となったため、奈良線特急（料金不要）は中型車の800系・820系から900系・8000系（8000系はこの年に営業運転を開始）に置き換えられ輸送力を上げた。1時間当たりの運転本数は、それまでの特急2本・急行4本から特急・急行とも3本に変更された。この時点の奈良線ではまだ小型車および中型車の運用も存在していたが、1972年変更までに順次大型車に置き換えられた。
この日、伊賀線の西名張駅 - 伊賀神戸駅間が廃止され、その補償を兼ねて桔梗が丘駅が開業した。また従来の通勤急行が区間急行に改称され、従来の区間急行は（新）区間急行に格上げまたは準急に格下げされて消滅した。日中にも上本町駅 - 伊賀神戸駅間に区間急行が毎時1本設定され、区間急行は上本町駅 - 松阪駅間の列車を含めて桔梗が丘・美旗の両駅に追加停車した。
また同日付で信貴生駒電鉄（生駒線・田原本線・東信貴鋼索線）が近鉄に吸収合併され、旧信貴生駒電鉄の田原本駅は西田原本駅に改称した。その関係上、近畿日本田原本駅は田原本駅に改称された。この関係で大和西大寺駅 - 西田原本駅間の回送列車や、少数ながら回送兼用の普通も設定された。なお、近畿日本生駒駅についても近鉄単独の駅となったことから生駒駅に、信貴鋼索線は西信貴鋼索線に改称された。
直後の10月30日には、天理駅が現在地に移転し、天理線の営業距離が0.2km短縮された。

### 1964年12月1日変更
京都駅 - 近畿日本奈良駅間で特急（京奈特急）が運転開始した。当時は、近畿日本奈良行きはノンストップ、京都行きは大和西大寺駅のみ停車していた。上記の京橿特急の間合い運用で運転を開始した。
直後の12月10日には、名古屋線に富吉駅が開業した。

### 1965年3月18日変更
本変更では大和西大寺駅の移転、吉野線越部駅の列車交換設備の完成とそれらによる特急ネットワークの拡大によるダイヤ変更を実施した。
特急関連では奈良県の観光地の一つである吉野への定期特急（吉野特急）を大阪阿部野橋駅から新たに設定し、その特急用車両として16000系が投入された。この特急は一部を除き、橿原神宮駅駅で京橿特急と接続するダイヤとした。この変更から京奈特急は上下とも大和西大寺駅に停車するようになった。
大阪線では、上本町駅 - 信貴山口駅間直通列車について平日の運行を取りやめ、休日のみ準急としての運行とした。
南大阪線では、準急の停車駅に土師ノ里駅を追加し、朝夕ラッシュ時のみであった藤井寺駅折返しの普通を日中にも運転するようにした（古市駅発着および同駅以遠に直通していた普通の運転区間を短縮する形となった）。これにより藤井寺駅以遠に直通する普通は激減した。また、大阪阿部野橋駅 - 吉野駅間直通列車は早朝・深夜を除き、準急から急行に格上げされた。
同日にて、大阪線の佐田駅が榊原温泉口駅に改称された。
さらに直後の4月1日には、三重電気鉄道（湯の山線・内部線・八王子線・北勢線・志摩線。1964年1月31日までは三重交通。なお湯の山線・内部線・八王子線の三重交通時代の呼称は三重線）が近鉄に吸収合併された。

### 1965年7月15日変更
このダイヤ変更でも特急ネットワークを拡大し、新たに支線区の湯の山線にも上本町駅と近畿日本名古屋駅から湯の山駅発着の特急を新設した。この特急は全列車名阪乙特急の時刻を流用したため、同列車は一旦廃止した。なお、この変更で阪伊、名伊特急が少数増発され、前者は13往復、後者は16往復（いずれも平日）となった。

### 1965年10月1日変更
特急関連では近畿日本名古屋駅発着特急のうち、名伊乙特急が大幅に増発された。この増発分は名阪特急の編成両数減少で捻出された車両が主に充当され、10100系も本格的に名伊特急で使用されるようになった。また、この変更から近畿日本名古屋駅 - 宇治山田駅間で名伊甲特急が新たに設定された（宇治山田駅行きのみ伊勢市駅停車）。
南大阪線では、先の3月18日変更で、大半を急行として設定していた大阪阿部野橋駅 - 吉野駅間直通列車についてを、この変更で再び一部（2時間に1本程度）準急に戻した。
同年には先述の16000系の他、18000系が運用を開始した。

### 1966年4月1日変更
大阪線の朝ラッシュ時、準急2本を区間急行に格上げし、急行と区間急行を合わせて約10分間隔とした。また、大阪線の上本町駅側では混雑時の準急を約10分間隔、普通を約5分間隔とした。

### 1966年11月1日変更
通勤時の混雑対応のため、ほとんどの路線で増発、増結、車両の大型化が行われた（増結は準備ができた路線から順次実施）。この変更で、朝ラッシュ時にあった上本町駅発弥刀行きの普通が高安行きに吸収統合という形で廃止された。

### 1966年12月20日変更
このダイヤ変更では京都方面からの伊勢直通特急が新たに新設され、その専用車両として18200系が運用を開始した。
この年の1月20日には特急料金制度を三角表示方式より対キロ制に変更した。また、車両面では18200系以外にも2470系、1800系、2400系がそれぞれ運用を開始した。

### 1967年3月30日変更
京都線・奈良線・南大阪線を中心にダイヤ変更が実施された。この日丹波橋駅に近鉄線内列車専用の5・6番線が新設され、丹波橋駅では特急（同駅は通過）、京阪直通以外の急行・準急は5・6番線使用、普通と京阪直通が従来通り2・4番線使用に改められた。京都線の準急停車駅を新田辺駅以南各駅停車から丹波橋駅以南各駅停車（それ以外の区間は急行と同じ）に変更した。また京阪三条駅 - 近畿日本奈良駅間の直通列車（毎時1本）を、従来の朝夕準急、昼間普通から朝夕急行、昼間準急に変更した。
奈良線の大型車両化が進むにあたって、当時大型車が運用不可能だった上本町駅 - 天理駅間の準急（朝夕のみ運行）は約15分間隔から30分間隔に減便された。南大阪線では大阪阿部野橋駅 - 矢田駅間の普通列車が朝ラッシュ時を除き、河内天美駅まで延長された。
直前の3月20日には奈良線の一部特急列車（料金不要）で6両運転が行われたが、地上時代の近畿日本奈良駅が4両編成までしか対応していなかったため、大和西大寺駅で増結・解結が行われた。3月には南大阪線の準急でも最大7両編成の運行が行われたが、当時の古市駅は移転前であり、4 - 5両分のホームしかなかったため、二段停車を行った。

### 1967年6月1日変更
時刻の変更は小規模に留まったが、東海道新幹線の開業後は利用客の減少が目立つ名阪甲特急のうち、夜間の上本町発および近畿日本名古屋発の2往復が名阪乙特急に格下げされた。これにより約2年振りに名阪乙特急が設定された。

### 1967年12月20日変更
新ノ口短絡線と大和八木駅大阪線ホームへの待避線・折り返し用の渡り線設置、大阪線複線化工事の進捗、近畿日本名古屋駅の4面5線化等の工事の完了により変更が行われた。
本変更の特筆点は、特急の一部に多層建て列車（近鉄ではこの種の列車を「親子列車」と称す）が設定されたことである。親子列車の対象になったのは湯の山特急と京伊特急で、前者は上本町駅・近畿日本名古屋駅発着共に大阪・名古屋線内を名阪乙特急と、後者は大和八木駅 - 宇治山田駅間を阪伊乙特急と連結して運行する形態を採った。なお、京伊特急はこの変更で大和八木駅構内の八木短絡線経由から新ノ口駅 - 大和八木駅間に新設された新ノ口短絡線経由に変更され、電圧切替も大和八木駅の大阪線ホームで行うこととなり、スイッチバックを廃止した。
その他特急関連では、名阪乙特急が大幅に増発され、甲特急と同様に終日1時間間隔での運行となり、甲特急の補助として途中停車駅からの名古屋・大阪相互間の利便性を向上させた。また、阪伊特急にも上本町駅 - 宇治山田駅間で途中鶴橋駅と伊勢市駅のみに停車する甲特急が設定されるようになった（1970年変更までは週末のみ運転）。これまで伊勢市駅には、宇治山田行きの特急のみ停車していたが、宇治山田始発の特急も停車するようになった。なお、名阪・名伊の両特急を主体に運用していた10100系は、この時期前後より阪伊特急にも本格運用されるようになった。
一般列車では、大阪線の急行が大和高田駅・桜井駅・榛原駅に停車するようになり、区間急行との違いが運転区間（区間急行は最長上本町駅 - 松阪駅間の運行）のほかは桔梗が丘駅・美旗駅への停車の有無だけとなった。上本町駅発着の信貴線直通の準急・普通が廃止され、信貴線はこの変更以降現在に至るまで線内運転が原則となった。また夕ラッシュ時の上本町駅 - 八木西口駅間運転の準急が消滅し、前述の京伊特急とともに、八木短絡線を通過する営業列車は全廃された。大阪線では大和高田行き準急（最終準急で運行）、伊賀神戸行き準急（夕ラッシュ時に運行）、南大阪線では高田市行き準急（1 - 2時間に1本運行）、名古屋線では近畿日本蟹江行き普通（朝夕に運行、ただし1970年 - 1972年に準急で復活）、近畿日本八田行き普通（夜間に1本のみ）などの設定が廃止された。これにより大阪線準急は最長が名張駅までに短縮となった。
奈良線では東花園駅（同年9月1日にラグビー場前駅から改称）が東花園車庫を開設した関係上、臨時駅から待避線付きの常設駅に昇格した。これにより八戸ノ里車庫は廃止され、八戸ノ里駅折返し列車は原則として東花園駅または瓢箪山駅まで延長され消滅した。また、奈良線の特急（料金不要）に加え、一部の急行・準急列車でも6両運転が行われた（近畿日本奈良駅は4両で発着、大和西大寺駅で増結・解結）。
名古屋線では近畿日本名古屋駅 - 近畿日本弥富駅間折返しの普通列車が近畿日本弥富駅以南に延長され、同駅と桑名駅との間に普通列車の運転がない現象は消滅した。このダイヤ変更より富吉車庫が開設され、塩浜車庫および米野車庫所属車両は同車庫に転属となった。同時に伊勢朝日駅が準急停車駅となった。
この変更では、始発列車の繰り下げも同時に実施され、午前4時台に始発駅を発車する列車が消滅し、すべての列車が5時00分以降の発車となった。
この変更と同時に奈良線の東生駒駅予定地の待避線・引上線が完成、同時期に生駒駅の待避線が廃止された。直後の翌1968年3月20日には東生駒駅が開業し、上本町駅からの生駒駅折返し列車をすべて東生駒駅折返しに延長した。東生駒駅開業前後で奈良線列車の時刻は変更されず、本変更時から同駅開業まで生駒駅折返し列車は東生駒駅予定地の引上線を使用し、東生駒駅待避列車は運転停車の形をとった。
ところで、1964年に東海道新幹線が開業して以降、名阪間のシェアは急速に東海道新幹線に奪われるようになった。その打開策として、近鉄の特急用車両としては初めて回転式リクライニングシートを備えた12000系「スナックカー」が投入された。同車にはスナックコーナーが設置され、名阪甲特急に限って名古屋都ホテルによる軽食のシートサービスを開始した。

### 1968年12月20日変更
この変更では近畿日本丹波橋駅が本格開業し、京都線の京阪電気鉄道京阪本線（三条駅 - 中書島駅間）および宇治線への直通運転が廃止された。同時にこの変更より特急を除き京都線に大型車の運転が開始された。奈良線とは違い、京都線では既にこの時までに大半の区間で大型車が運行可能な建築限界であったため、大型車導入による工事はあまり行われていなかった（大型車の入線に支障が生じる区間が京阪と共用する丹波橋駅程度しかなかった）。

### 1969年9月10日変更
上本町駅 - 伊賀神戸駅間の区間急行の一部を、先行的に阿保駅（翌1970年に青山町駅に改称）に延長した。上本町発の区間急行では、18時台と22時台の2本が延長された。
直後の9月21日には、奈良線・京都線・橿原線・天理線・生駒線・田原本線の架線電圧がこれまでの直流 600V から直流 1500V に昇圧された。

### 1969年12月15日変更
鳥羽線の宇治山田駅 - 五十鈴川駅間開業によるダイヤ変更で、宇治山田駅発着の一部列車が五十鈴川駅まで延長された。特急では阪伊特急（および併結する京伊特急）を中心に延長され、名伊特急は宇治山田駅発着とされた列車が多かった。
同時に大阪線と山田線の特急停車駅のホーム延長工事が完了し、同変更から特急の8両運転が上本町駅 - 五十鈴川駅間で可能となった。
直前の12月9日、奈良線の近畿日本奈良駅付近が地下化され、油阪駅が廃止され、新大宮駅が設置された。油阪駅は急行・準急の停車駅であったので、新大宮駅もそれを引き継いだ。これに伴い、6両編成列車が近畿日本奈良駅まで乗入れ可能となり、一部列車の時刻修正が行われた。
また志摩線では改軌工事のために直前の12月10日より運休することになった。
この年、ダイヤ変更を待たずに12200系（新スナックカー）と18400系（京都線・橿原線対応ミニスナックカー）がそれぞれ営業運転を開始した。

## 1970年代

### 1970年3月21日変更
五十鈴川駅 - 鳥羽駅間の延長による鳥羽線の全線開業、志摩線の軌道拡幅工事の完成、南海を分離した1947年6月1日以来の近鉄路線の難波乗り入れ復活となった難波線の開業などのビッグプロジェクトが、近鉄創業60周年となったこの年までに一気に完成したことにより、大規模な変更を行った。
本変更を実施するにあたり、特急車だけでも1969年 - 1970年の2年間で80両以上製造した。増備の目的は新線開業による特急ネットワークのさらなる充実および近鉄名古屋駅・京都駅への観光客や日本万国博覧会の観覧客をさらに伊勢・志摩地区へ誘致するために列車設定を大々的に行った。
特急の運行形態が大幅に変更され、大阪側では名阪甲特急は全列車が、そのほかの上本町駅発着の特急は、一部が上本町駅 - 近鉄難波駅（現在の大阪難波駅。以下同じ）間で延長された。伊勢側では夕ラッシュ時以降を除き宇治山田駅・五十鈴川駅発着の特急を鳥羽駅および賢島駅発着に延長した。また奈伊特急が新たに1往復設定された。本変更の時点でも大阪線に単線区間が介在しているため、奈伊特急も京伊特急同様に大和八木駅 - 賢島駅間は阪伊乙特急と併結運転されていた。鳥羽線内では特急は8両編成での運転が可能であったが、志摩線内では6両編成に制限された。なお、上本町駅 - 五十鈴川駅間運転の阪伊乙特急が1往復のみ残存していた。阪伊・名伊甲特急は伊勢市駅が通過となった。この時、定期特急にも「パールズ」などの愛称が付与されたが、数年で使用を中止している。京都線内では特急の20分間隔化が実現され、基本的には昼間時では京都駅毎時0分が京奈特急、20分発が京伊特急、40分発が京橿特急の発車枠となった。
一般列車では、上本町駅発着の奈良線全列車が難波線に直通することになった。志摩線では改軌工事以前に設定していた急行列車と準急列車は廃止され、特急と普通のみの運転となった。また大阪線・名古屋線から山田線に直通する急行は、一部列車が五十鈴川駅および鳥羽駅発着に変更された。山田線の普通の一部も鳥羽線・志摩線への延長運転を実施した。
大阪線急行の停車駅に桔梗が丘駅が、区間急行の停車駅に室生口大野駅・赤目口駅・青山町駅が追加された。伊賀神戸駅発着列車の大部分が青山町駅発着に延長された。ただし日中の区間急行は運用の関係上、上本町駅発の列車は名張駅止まりとし、名張駅で普通列車と連絡することにした。また上本町駅 - 松阪駅間の区間急行は美旗駅を通過としたうえで急行に変更されたため、区間急行の最長運転区間は上本町駅 - 青山町駅間となった。
このほか、同年3月1日に駅名の改称が行われ、湯の山駅は湯の山温泉駅に、橿原神宮駅駅は橿原神宮前駅に、阿保駅は青山町駅に、初代の志摩磯部駅は上之郷駅に、迫間駅は2代目の志摩磯部駅に、近畿日本の冠名を称していた駅名は近鉄の冠名に変更した。同年8月1日には吉野線の橘寺駅が飛鳥駅に改称された。
なお、1970年3月の変更は3段階に分けて行われた。まず駅名改称と同日の3月1日に鳥羽線が開業、また志摩線の改軌が完成し、上本町駅地下ホームの使用が開始された。暫定ダイヤが編成され、上本町駅・京都駅・近鉄奈良駅・近鉄名古屋駅から賢島駅への特急の直通運転が開始された。また、難波線内は乗務員の習熟を兼ねて回送扱いとされた。3月15日には難波線が開業し、営業が開始された。その後3月21日に前述した大規模な変更が行われ、近鉄難波駅への大阪線特急の乗り入れが開始された。

### 1970年12月10日修正
上本町駅 - 五十鈴川駅間運転の阪伊乙特急が宇治山田駅発着に変更された。これ以降、五十鈴川行の特急は2022年12月17日変更で設定されるまでの間、異常時以外では設定されていなかった。なお五十鈴川始発の特急は、大晦日終夜運転時などの臨時列車で見られるほか、2014年9月21日の変更で定期列車にも設定された。また、早朝・夜間に近鉄名古屋駅 - 松阪駅間の特急が増発された。当時、京奈特急と京橿特急が京都駅 - 大和西大寺駅間で併結運転される事例が、休日の京都駅発1本のみあった。
この年、日本で初めての4扉クロスシート車の2600系が新製され、大阪線で運用を開始した。

### 1971年12月8日変更
近鉄四日市駅高架化工事進捗により、湯の山特急は上本町駅および近鉄名古屋駅からの直通を一時中止し、湯の山線内運転に変更した。これにより名伊乙特急が1往復半松阪駅発着で設定された。また、近鉄名古屋駅発着の準急の直通も廃止された。同駅の高架化工事は1974年7月3日に完成した。工事中は近鉄四日市駅での名古屋線の上下待避線が撤去されるため、阿倉川駅に待避線を設置して代替した（同駅高架化工事完成後も阿倉川駅の待避線は2018年3月17日のダイヤ変更まで使用された）。
12月25日には鳥羽線の宇治山田駅 - 五十鈴川駅間が複線化された。これに関連して、宇治山田駅での鳥羽線列車の折り返しを円滑化するため、宮町駅に折り返し列車用ホームを設置した（2006年に撤去）。
同年には近鉄の通勤車両としては初めての冷房車となる2680系（4扉・クロスシート）が投入され、大阪線・名古屋線で営業運転を開始した。

### 1972年11月7日変更
本改正では奈良線区を中心に変化があった。
特急列車関連では、この改正で奈伊特急が京伊特急に変更され廃止された。同時にごく少数ではあるが、京都線内のみ運行する京奈特急として、途中無停車の大和西大寺駅発京都駅行き特急が3本設定された。また、名古屋線の特急停車駅のホーム延長工事が完成し、同線の特急は最大8両編成までの運転が可能となったため、名阪乙特急や名伊甲特急・乙特急の一部に8両編成の運用が設定された。
一般列車関連では、奈良線の料金不要の特急が列車種別を快速急行に変更し学園前駅・生駒駅に停車するようになった。ただし平日朝ラッシュ時の近鉄難波駅行きは快速急行の列車種別のまま、学園前駅と生駒駅を通過した。同時に奈良線の数少ない中型車運用であった近鉄難波駅 - 天理駅間を直通する準急も廃止され、奈良線の一般列車は当時小型車および中型車で運用していた生駒線への回送列車と、大和西大寺駅 - 近鉄奈良駅間の京都線・橿原線からの一部直通列車、近鉄難波駅 - 天理駅間で運転の臨時列車、玉川工場への入出場列車、また18200系・18400系を使用する特急を除き、原則として大型車での運用となった。また8両編成での運転も混雑時の快速急行で開始された。なお、1970年変更から近鉄奈良駅23時35分発で布施行き普通が存在したが、この変更で東花園行きとなり消滅した。
名古屋線準急の停車駅に富吉駅が追加された。このため、途中停車駅を一駅も持たない系統であった近鉄名古屋駅 - 近鉄蟹江駅間の準急が、富吉駅までの運転区間延長で消滅した。なお、同じく途中停車駅を一駅も持たない一般優等列車である、大阪阿部野橋駅 - 古市駅間の急行は、当時から運行されており、2018年3月17日のダイヤ変更で一旦廃止したが、2025年2月22日のダイヤ変更で再度設定した。
直前の7月16日には、名古屋線の雲出川分岐 - 伊勢中川駅間が複線化され、名古屋線は全線複線化された。直後の11月22日にて、京都線に高の原駅が開業した（当時は仮駅）。
なお、この変更で快速急行が新規に設定されたことで、一般列車における列車種別色も細分化の上で変更された。新規に設定された快速急行が赤色となり、それまで急行・区間急行・準急で共通だった赤色の列車種別色については、急行と区間急行は朱色へ、準急は緑色へとそれぞれ変更した（普通は青色のままで変更なし。また特急の当時の列車種別色は不明）。これにより運行標識が新しい列車種別色および新しい様式のものに変更された。

### 1972年12月12日変更
今川駅の上下共用通過線及び河内天美駅下り待避線設置に伴い、南大阪線・吉野線系統のみダイヤ変更が実施された。南大阪線では急行の停車駅が変更され、従来は、現在の区間急行と同様、浮孔駅・坊城駅・橿原神宮西口駅にも停車していたが、この変更で3駅は通過となった。また、平日朝の通学用として運行されていた大阪阿部野橋駅発河内天美行きの準急が廃止された。この準急は他の準急とは別に設定されており、途中矢田駅のみ停車していた。

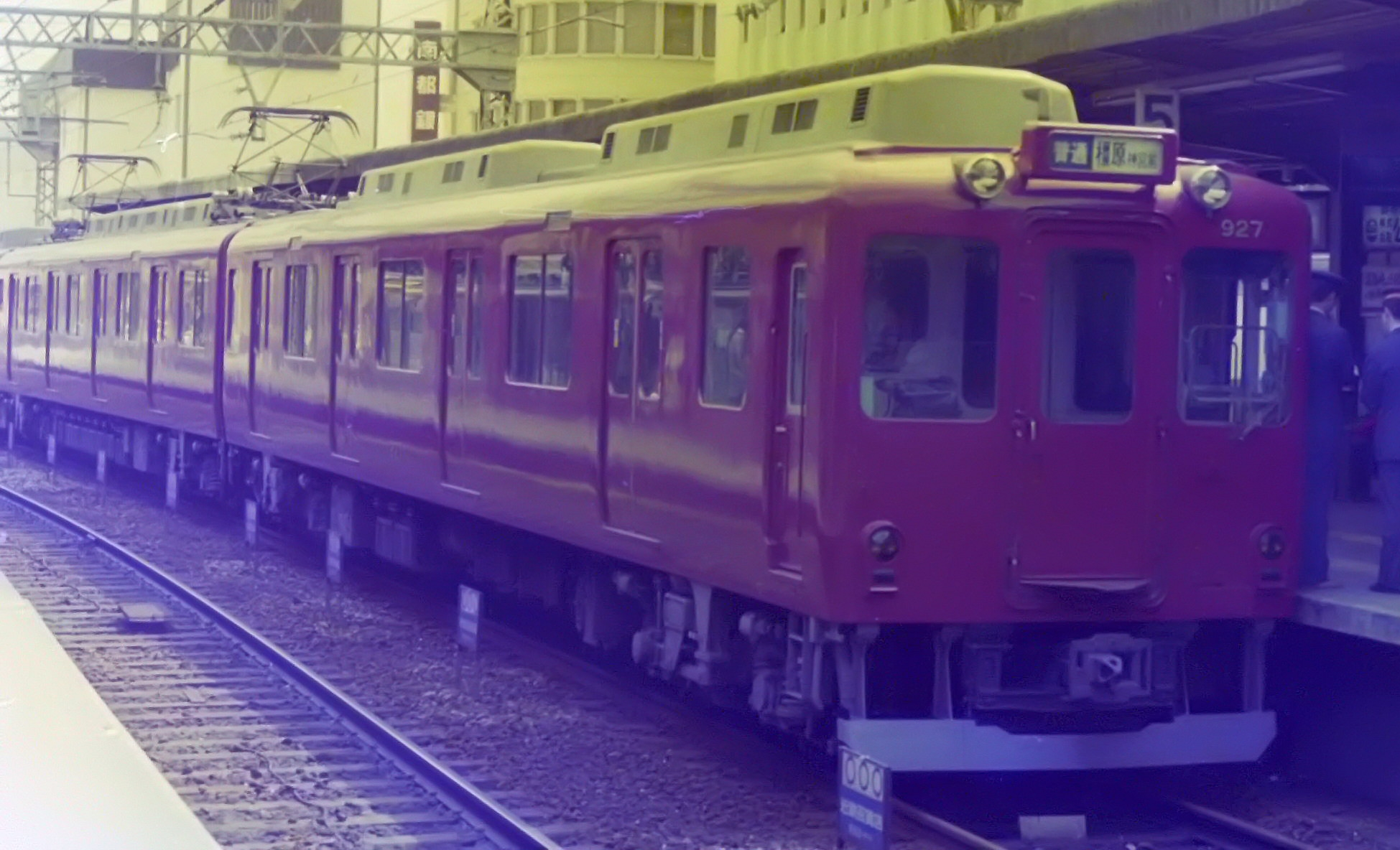
920系（画像は冷房化後）

同年には大阪線・名古屋線の通勤車両として、4扉クロスシートの2610系およびロングシートの2800系（いずれも新製時より冷房装置を搭載）、また、以下3系列は旧型車からの機器流用ではあるが、1000系とその冷房車版の初代1200系が、また京都線・橿原線では920系が、それぞれ営業運転を開始した。

### 1973年3月1日変更
一般列車では一部列車時刻・行先・編成両数の変更程度の小幅なものとなったが、この変更で奈良線にも座席指定の特急が運転されることになり、近鉄難波駅 - 京都駅間に3往復設定された（阪京特急）。停車駅は奈良線内は快速急行の停車駅より近鉄日本橋駅を除いただけとなったが、学園前駅・生駒駅や大阪下町の鶴橋駅・上本町駅と京都との間へ乗り換え無しで直通できる数少ない列車であった。逆に大和西大寺発京都行き特急は廃止された。

### 1973年9月21日変更
前日9月20日の橿原線・天理線の軌道中心間隔拡大工事の完成によるダイヤ変更が実施された。特急では京伊・京橿・京奈・阪京特急の車種制限がなくなり、10100系や12200系などが運行可能となって車両運用の効率化を図ることが可能となった。この改正から近鉄難波駅 - 近鉄奈良駅間にも阪奈特急が4往復設定され、阪京特急も4往復に増発した。これに関連して京橿・京奈特急もさらなる増発となった。
奈良線の一般優等列車の本数が見直され、日中、従来は快速急行・急行各3本であったものが、快速急行5本・準急3本に変更された。なお、急行については朝ラッシュ時のみの設定に変更された。特急が運転されている時刻は、快速急行の運転間隔が20分に開いていた。
橿原線と天理線では軌道中心間隔拡大工事の完成で900系以降の大型車も入線可能となり、小型車および中型車の大型車への置き換えを開始した。ただし、田原本線への送り込みの関係で、大和西大寺駅 - 西田原本駅間の列車はこの変更以降も小型車および中型車の限定運用のままであった。
南大阪線では朝ラッシュ時に橿原神宮前駅発大阪阿部野橋駅行きの区間急行が設定された。停車駅は、1972年12月12日変更までの急行と同一のものであった。
同年には奈良・京都線の通勤車両としては初めての冷房車となる8600系が営業運転を開始した。
翌1974年2月には、「近鉄時刻表」の発行が開始されたが、当時は早朝・深夜の列車などの一部の例外および普通のみ運転の支線区を除き、原則として準急列車以上の列車のみが掲載されていた。なお、別に主要駅の駅時刻表も掲載されていた。初発行となった1974年号での列車時刻の掲載内容は、この1973年9月21日変更時点での列車ダイヤを基にしたものであった。なお、この号以降、1977年1月18日のダイヤ変更実施時まで発行が途絶えていたが、その後は1982年以降1993年までは原則として年に2回（1987年のみ年3回。1992年のみ年1回）発行するようになり、1994年より2013年までは年1回発行していたが、2014年のダイヤ変更以降は、ダイヤ変更および運賃改定実施直前に、変更後のダイヤおよび運賃を収録した時刻表発行するように改められた。

### 1974年4月25日修正
阪奈特急が好調だったため、近鉄奈良駅発8時台と近鉄難波駅発21時台に1本ずつ増発され、5往復となった。
同年の6月1日には、養老線に大外羽駅が開業した。当初は朝夕の通学時間帯のみ停車した。また、観光の利便のため、朝の桑名駅 - 養老駅間に急行を設定した。
同年の7月20日に運賃・料金が改正され、運賃制度を一部区間を除き区間制であった運賃を現行の対キロ制に変更した。これにより、近鉄難波駅 - 近鉄名古屋駅間の運賃は国鉄の名古屋駅 - 新大阪駅間の運賃よりもわずかではあるが高くなった（なお、特急料金を込みとした場合では、国鉄の運賃と新幹線自由席特急券との合算より安い状態ではあったが、その差はわずかとなった）。なお、国鉄・近鉄ともに、翌1975年にも運賃・料金を改正しているが、この時も運賃はわずかながら近鉄の方が高かったが、国鉄の運賃と新幹線自由席特急券との合算と近鉄の運賃と特急料金との合算とを比較した場合は、わずかに近鉄の方が安くなる逆転現象は前回の運賃改正同様に継続したものの、両事業者がそれぞれ改正をした時点で差額は遂に3桁を切ってわずか90円にまで接近した。なお、運賃改正を実施した同日に、長期休止中であった南大阪線の応神御陵前駅・誉田八幡駅・屯鶴峰駅を廃止した。

### 1974年9月20日変更
同年7月の近鉄四日市駅高架化工事の完全竣工により3年振りに湯の山特急が上本町駅発着1往復・近鉄名古屋駅発着1往復（土休日は2往復）再開された。ただし1971年改正以前とは異なり、同駅の線路配線が変更した関係上、名阪乙特急との併結運転は行わず単独で設定し、上本町駅発着列車は運転を開始した1965年から1967年までと同様に、近鉄名古屋駅発着列車を湯の山温泉駅発着に変更し、名阪乙特急のダイヤを使う手法を採った。近鉄名古屋駅発着の列車はスジを名阪乙特急とは別枠として完全に分離した。なお、線内運転の特急も一部継続となり、湯の山線内の特急は平日6往復・土休日7往復となった。一方で、以前運行されていた近鉄名古屋駅 - 湯の山温泉駅間の湯の山線直通準急は復活しなかった。
このほか、大和西大寺駅 - 近鉄郡山駅折返しの普通がこの変更で廃止された。また、この時期に大阪線複線化工事の進捗により、名張駅 - 伊賀上津駅間と榊原温泉口駅 - 伊勢中川駅・宇治山田駅間折返しの普通も消滅した。
同年には、南大阪線系統の通勤車両としては初めての冷房車となる6200系が営業運転を開始した。その一方で、大阪線・山田線を中心に運用され、1959年12月12日変更以降は名古屋線・鈴鹿線、後に湯の山線でも運用されていた2200系（旧）はこの年に営業運転を終え、一部電動貨車になった車両を除き廃車となった。また、680系は特急車のまま名古屋線に転属し、翌1975年に一般車に格下げされた。

### 1975年1月21日変更
布施駅付近高架化工事の進捗により、大阪線特急の近鉄難波駅・上本町駅発時刻が約2分繰り上げられた。例えば日中の名阪甲特急は近鉄難波駅58分発、名阪乙特急は上本町駅28分発、阪伊乙特急は近鉄難波駅38分発とされた。また大阪線の上本町駅発高安駅行き最終普通列車が0時42分発（高安1時03分着）から0時30分発に繰り上がり、1時を超えて終着駅に到着する列車が消滅した。このほか、名張駅 - 宇治山田駅間を直通していた普通列車の多くが伊勢中川駅で系統分割された。
同年の7月20日には、名古屋線に新正駅が開業した。
また9月14日には、布施駅の奈良線上り線高架化に併せて、上本町駅 - 布施駅間を線路別複々線から方向別複々線に変更した。

### 1975年12月21日修正
11月23日の新青山トンネルの開通および12月20日の鳥羽線全線複線化により、12月21日に時刻修正が行われた。
この年、南大阪線の6601形が運用を終了し、廃車となった。

### 1976年3月18日変更
今回の変更は近鉄の長年の懸案であった大阪線全線の複線化工事の完了のほか、鳥羽線全線の複線化工事の完了により大規模な変更を行った。また、このダイヤ変更からは規模の大小を問わず、主に3月に実施するようになった。
特急関連では阪伊特急の増発と京伊特急の全区間単独運転化が達成された。なお、志摩線で運転する特急は、旅客流動や車両運用の効率化の観点から、基本的に阪伊・名伊の甲特急および京伊特急のみとなった（ただし早朝や深夜に名伊乙特急も設定）。これにより阪伊乙特急は定期列車では鳥羽駅までの運転となり志摩線には入らなくなった。また、特急の最大連結両数が原則として8両編成までとなり、10両編成で運転する特急は一旦設定が無くなった。
志摩線関連以外の特急の大きな変更点は、名阪特急の始発駅発車時刻が甲特急は近鉄難波駅・近鉄名古屋駅ともに毎時0分、乙特急は近鉄難波駅・近鉄名古屋駅ともに毎時30分となったが、名阪甲特急の乗客の減少は著しかったことから、名阪甲特急の本数はついにこの変更で削減され、10.5往復となり、同時に10100系が名阪甲特急の運用から離脱し、基本的に全列車が2両編成での運転となった。名阪乙特急はこの変更より一部を除き近鉄難波駅 - 上本町駅間で延長運転を開始したが、一方で阪伊乙特急は昼間時の大阪方の発着駅を上本町駅までと短縮した。その他、途中駅を始発駅および終着駅とする特急（近鉄難波駅 → 津駅間や桑名駅 → 上本町駅間、大阪阿部野橋駅 - 橿原神宮前駅間など）も設定されたほか、名阪乙特急は全列車が白子駅・名張駅に停車するようになった。
なお、この変更で、近鉄名古屋駅 - 大和八木駅間の不定期特急「大和路号」の設定が廃止された。この特急は伊勢中川駅でスイッチバックし、大阪線内では東青山駅・西青山駅・赤目口駅・室生口大野駅・長谷寺駅に停車する、非常に特異なものであった。
一般列車では、この変更で1960年1月変更で設定された上本町駅 - 近鉄名古屋駅間を直通する急行が伊勢中川駅 - 近鉄名古屋駅間と上本町駅 - 宇治山田駅間の急行に分割され廃止となった。この列車は伊勢中川駅でスイッチバックを行っていた。この他には大阪線山間部区間の普通列車の運転形態が見直され、従来は名張駅 - 伊勢中川駅間で設定していたものを名張駅 - 青山町駅間と東青山駅 - 伊勢中川駅間に系統分割し、青山町駅 - 東青山駅間は急行・区間急行を停車させることとなった。上本町駅 - 松阪駅間の列車は、1970年以降急行として運行されていたが、この変更で再び区間急行に変更された。
名古屋線の急行停車駅に近鉄弥富駅を追加するとともに、日中の近鉄名古屋駅 - 平田町駅間の列車を準急から急行に変更し、近鉄名古屋駅発着の急行は毎時3本の運行となった。
大阪線の上本町駅発高安駅行き最終普通列車が0時12分発にさらに繰り上がった。奈良線や南大阪線でも最終列車の繰り上げが行われた。
奈良線では、平日朝ラッシュ時の近鉄難波行き快速急行の全列車が学園前駅・生駒駅に停車するようになり、大和西大寺駅 - 鶴橋駅間ノンストップの列車が消滅した。通過駅の救済として同時間帯に急行を設定していたが、同時に廃止され、近鉄難波駅 - 近鉄奈良駅間の急行は1978年まで一旦消滅することになった。
内部線・八王子線では、日中は各線20分間隔から25分間隔の運行に変更した。その八王子線は1974年7月25日の豪雨で不通となっていたが、1976年4月1日に日永駅 - 西日野駅間の運転が再開、西日野駅 - 伊勢八王子駅間は復旧されずに同日付で廃止となった。
このダイヤ変更で2200系（新。通称2227系）と1400形が営業運転を終了し、両形式とも電動貨車に用途変更された一部の車両を除き廃車となった。

### 1976年9月1日修正
布施駅の大阪線下り線が同年8月8日に高架化されたことにより、一時撤去されていた待避設備が復活した。これに伴い一部列車の時間短縮が行われた。

### 1977年1月18日変更
この変更は全線で実施されたものであるが、主に奈良線区を中心としたダイヤ変更であった。
特急関連では、名阪甲特急では前回のダイヤ変更で全列車が基本的に2両編成での運転となったが、その後の前年11月6日に実施し、これで1974年度と1975年度に引き続いて実施した、3年連続の国鉄の運賃・料金の大幅な値上げを伴う改正（国鉄が実施した前々年と前年の運賃・料金改正も当時としては相当に高率であったが、この改正ではさらに高率となる平均50.4%の運賃・料金の改正となった）により、運賃は再び近鉄の方が安くなった。なお、近鉄では国鉄と同じく前々年と前年に実施した運賃改正は、この年は見送られている。これにより、近鉄の近鉄難波駅 - 近鉄名古屋駅間の運賃と特急料金との合算と、国鉄の名古屋駅 - 新大阪駅間での運賃と新幹線自由席特急券との合算とを比較した場合は、前日までの差額は3桁を切って2桁台のわずか90円差であったものが、3桁どころか一挙に4桁の差となる1,020円差に広がった。このため、国鉄の運賃・料金の改正以降、家族連れを中心に乗客が急激に増えたことから、早くもこれを見直し、一部の列車を3 - 5両編成で運転するようになった。また、名阪乙特急などでは小幅な増発が実施された。
一般列車関連では、京都線急行の停車駅に高の原駅を追加した。その他の線区は一部列車の増発や時刻変更など、若干の変更に留まった。
同年には特急車両12400系「サニーカー」が、特殊狭軌線である北勢線では270系がそれぞれ営業運転を開始、2代目ビスタカー10100系の廃車が始まった。

### 1978年3月18日変更
大阪線では急行・区間急行の種別見直しが行われ、急行は快速急行、区間急行は区間快速急行にそれぞれ変更して日中の運転を取り止めた。日中は今までの急行と区間急行を統合して急行（快速急行に格上げされた急行とは別の列車種別で、従来の区間急行に布施駅と三本松駅を追加停車）を新たに設定した。榛原駅 - 名張駅間の各駅には新たに設定した急行を停車させ、日中の準急は名張直通をやめて上本町駅 - 榛原駅間の運転とした。
奈良線では急行（快速急行の停車駅に布施駅と新大宮駅を追加したもので、以前に設定した急行とは停車駅が全く異なる）を新たに設定し、日中は1時間あたり快速急行5本から、快速急行3本と急行3本に変更された。なお布施駅には大阪線と奈良線の急行が停車駅に追加された。
特急関係では、南大阪線内のみの運転であった一部の特急が吉野駅まで延長された。
北勢線では、日中の運転が西桑名駅 - 阿下喜駅間の30分間隔から、西桑名駅 - 阿下喜駅間、西桑名駅 - 七和駅または北大社駅間、西桑名駅 - 西別所駅間の3系統による40分サイクルに変更された。

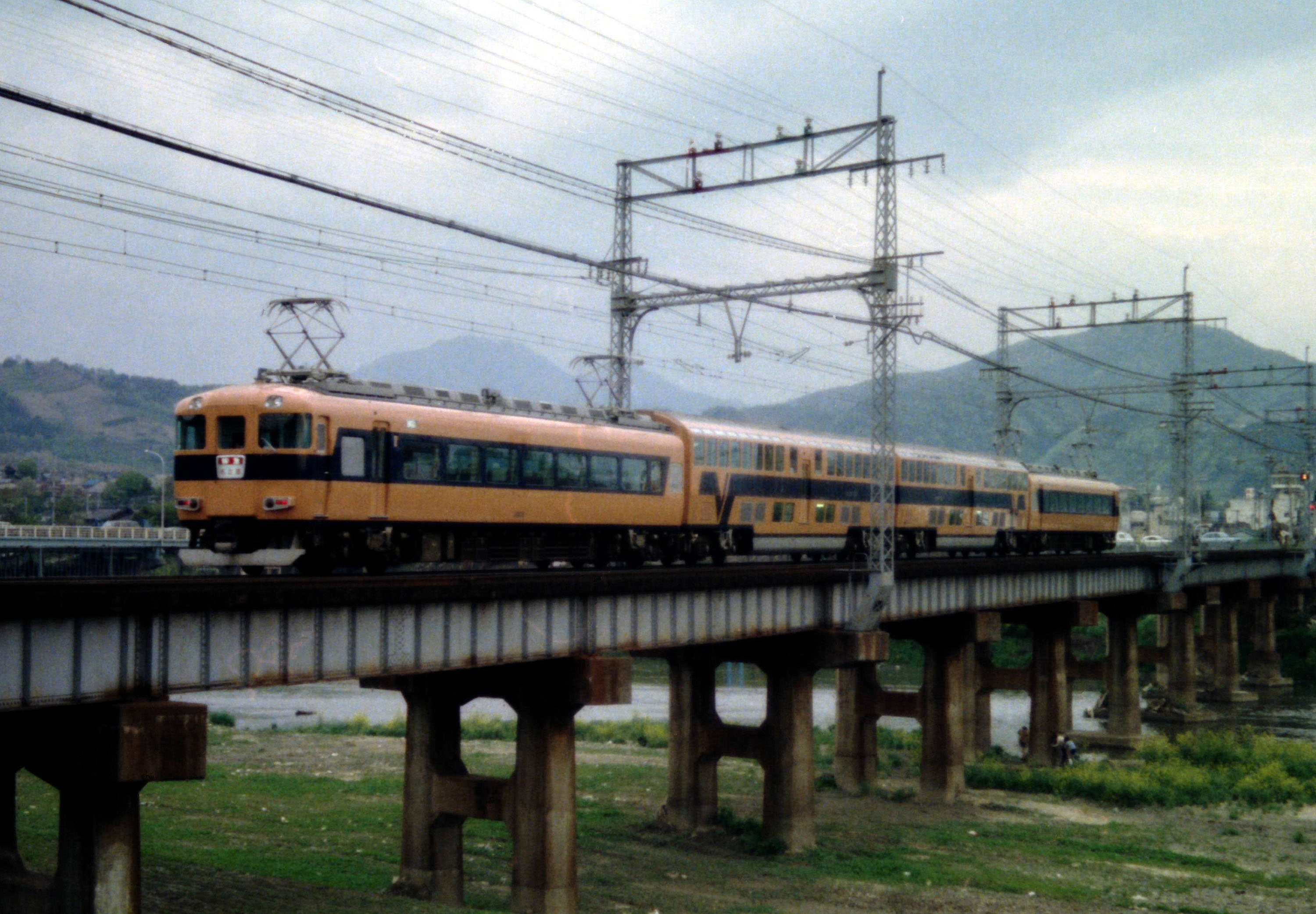
30000系「ビスタカーIII世」（画像は1980年）

同年には3代目のビスタカーとして30000系（1985年までに15編成を投入）、名古屋線の一般車の2000系がそれぞれ営業運転を開始した。また、近鉄名古屋駅の特急発車時のみに流れる発車メロディがこの年にアニーローリーよりドナウ川のさざ波へと変更された。

### 1979年3月15日変更
新造車両48両の増備と、近鉄八尾駅付近の高架化および、向島駅開業によりダイヤ変更が実施された。
大阪線では増発および増結が実施され、朝ラッシュ時の一部の準急が高安駅以西で7両編成運転となった。奈良線関係では快速急行37本が6両編成に、夕ラッシュ時の快速急行5本が8両編成で運転されることにより、早朝の一部の快速急行をのぞいてすべて6 - 8両編成で運転されるようになった。京都線の向島駅は同年のダイヤ変更後の3月30日に開業し、当時は普通のみが停車した。これにより準急は各駅停車区間を近鉄丹波橋駅以南から小倉駅以南に変更した。また、向島駅は待避可能な島式ホーム2面4線となったため、小倉駅にあった待避線は撤去された。
特急列車関係では、近鉄名古屋駅 - 松阪駅間の特急8本が久居駅にも停車するようになった。
ダイヤ変更には間に合わなかったが、京都駅1番線ホーム延長工事の完成により、この年の7月より京都線は特急に限り6両編成の運転が行われるようになった。
同年には近鉄では初めてステンレス車体の採用および電機子チョッパ制御による回生制動を装備した3000系が投入され、京都・橿原・天理線で営業運転を開始した。一方で、2代目ビスタカー10100系は同年までに営業運転を終了した。この他にも2600系が冷房化され、それと相前後して大阪線から名古屋線に転属となった。
この年の夏季（7月1日 - 8月31日）より、夏季のみの臨時駅としてファミリー公園前駅が営業を開始した（営業時間は8時30分 - 17時30分）。

## 1980年代

### 1980年3月18日変更
新造車両39両の増備と、11駅の駅改良工事が完成したことなどにより実施された。
奈良線では、朝ラッシュ時の混雑の緩和の目的と、鶴橋駅・生駒駅・学園前駅のホーム延長工事が完成したこととにより、平日ダイヤでの一部の快速急行が大和西大寺駅 - 近鉄難波駅間で10両編成となった。また朝ラッシュ時の特急1本も平日ダイヤは大和西大寺駅 - 近鉄難波駅間で10両編成となったが、これは快速急行とは10両編成にした理由が異なり、混雑の緩和が目的ではなく、近鉄難波駅到着後に引上線で3列車に分割して運用の都合によるものである。
京都線では特急・急行・普通の各種別が増発され、9時から21時までそれぞれ従来の20分間隔から15分間隔で運転されるようになった。特急は京都駅 - 近鉄奈良駅間、急行は京都駅 - 橿原神宮前駅間の系統を中心に増発された。生駒線では朝ラッシュ時、生駒駅 - 南生駒駅間の全列車などで小型車2両から中型車4両に置き換えられ、輸送力の増強が図られた。
南大阪線関係では準急の増発と普通の運転区間延長により、昼間時には大阪阿部野橋駅 - 古市駅・河内長野駅・橿原神宮前駅・吉野駅間の準急と大阪阿部野橋駅 - 藤井寺駅間の普通がそれぞれ従来の15分間隔から12分間隔で運転されるようになった。この時刻変更では吉野特急の全列車が高田市駅に停車するようになった。
特急関連では、当時乗客の増加が著しい状況であった名阪甲特急の最低両数が3両編成となり、2両編成で運転する列車が消滅した。また名阪乙特急と同一時刻パターンでの湯の山特急を運行することをやめ（そのため、湯の山特急の運行時間帯は名阪乙特急の運行間隔が2時間に開き、別に近鉄名古屋駅 - 松阪駅間の名伊乙特急を運行することで補完していた）、湯の山特急を別枠で設定することした。これに伴い名阪乙特急も1時間間隔となった。湯の山特急については、6往復から4往復に削減された。
同年には特急用車両として12400系の3連版となる12410系（現在は4連）が投入され、名阪甲特急を中心に運用を開始した。一般車では奈良線に初の界磁位相制御車の8800系が2編成投入され、その後1000系・8000系・8400系・8600系など抵抗制御車の一部の編成が界磁位相制御方式に改造されることになった。

### 1981年3月18日変更
変更内容は比較的少なかったが、一般列車関連では平日朝ラッシュ時に設定されていた橿原神宮前駅発近鉄奈良駅行き急行が廃止された。また、京都線・橿原線・天理線での中型車運用が田原本線への回送列車を除いて廃止され、一般営業列車の完全大型車化を完了した。
ダイヤ変更には間に合わなかったが、16010系が落成したのを待って、吉野特急は同年7月より平日朝ラッシュ時の一部列車において、南大阪線内のみで6両編成での運転となった（吉野線が最大4両編成までしか入線できない関係上、橿原神宮前駅で増結・解結を実施）。
同年には16010系の他にも、界磁チョッパ制御車両の第一陣として大阪線に1400系が、奈良・京都線に8810系が、それぞれ投入された。

### 1982年3月18日変更
新造車両22両の増備と、京都線5駅のホーム延伸工事が完成したことなどにより、南大阪線関係をのぞいてダイヤ変更が実施された。
奈良線の快速急行では、近鉄奈良発近鉄難波行き快速急行4本が10両編成になり、これで7時52分から8時50分までに近鉄難波駅に到着する10本すべての快速急行が10両編成で運転されるようになった。ただし、当時は新大宮駅と近鉄奈良駅のホーム有効長が8両編成までしか対応していなかったため、近鉄難波発近鉄奈良行き快速急行4本は、大和西大寺駅 - 近鉄奈良駅間の後ろ2両は回送とされ、近鉄奈良駅ではドアカットが実施された（後に大和西大寺駅で解結する列車も設定）。
京都線では、朝ラッシュ時の急行2本が新田辺駅 - 京都駅間において6両編成で運転されるようになったが、大久保駅のホーム有効長が5両分しかなかったため、大久保駅ではドアカットが実施された。また京都駅では6両編成の列車は1番線発着となった。
なお、大阪線は同年5月28日に、京都線では同年6月1日にラッシュ時の一部の列車の編成両数が変更されている。この時、京都線急行は最大5両編成となったため大久保駅のドアカットは廃止された。
同年には特急車両12600系が営業運転を開始、これに伴って京都・橿原線専用の18000系が営業運転を終了した。通勤車両では1400系の2連版である1200系が名古屋線で、特殊狭軌線用の260系が内部線・八王子線でそれぞれ営業運転を開始した。

### 1983年3月18日変更
新造車両22両の増備と、駅改良工事が完成したことなどにより実施された。同年も界磁チョッパ車両の増備が進み、大阪線では1400系の3連版である2050系（現在は名古屋線で運用）が、奈良・京都線では8810系の2・3連版である9000系・9200系がそれぞれ投入され、南大阪線でも6600系が投入された。
南大阪線では、大阪阿部野橋駅 - 針中野駅間の高架化工事の徐行が考慮されたダイヤになり、運転時分が変更された。また、大阪市営地下鉄谷町線延伸の影響で大阪市内の駅を中心に利用者が減少したため、朝ラッシュ時の運転間隔が、準急は4 - 7両編成10本から7両編成9本に、普通は約7分間隔に変更された。これにより朝ラッシュ時に運転されていた大阪阿部野橋駅 - 河内天美駅間折返しの運転の普通が激減し、最ピーク時と早朝・深夜にごく少数が設定されるのみとなった。
生駒線では、奈良・京都線への8810系・9000系・9200系の投入に伴い、中型4両編成で運転されていた生駒駅 - 王寺駅間の5往復と2両編成17往復が900系に置き換えられた。京都線では、平日朝に運行されていた大和西大寺駅 - 高の原駅間の普通が廃止された。
名古屋線・山田線・鳥羽線・鈴鹿線では、準急列車が廃止されたが、この廃止された準急（初代）とは別の準急（2代）を、かつて設定されていた直行の停車駅と類似した停車駅で新たに設定した。新しい準急の停車駅は近鉄名古屋駅と近鉄蟹江駅 - 近鉄四日市駅間の各駅となった。日中の富吉駅 - 近鉄四日市駅間では準急（初代）2本・普通3本（準急に通過駅あり）から準急（2代）3本・普通1本（いずれも各駅停車）の運行となった。また、近鉄名古屋駅 - 宇治山田駅間の普通列車が伊勢中川駅で系統分割され、近鉄名古屋駅からの普通列車は伊勢中川駅が南限となった。なお、近鉄名古屋駅5時15分発の鳥羽駅行き準急が消滅したが、この列車は近鉄名古屋駅 - 富吉駅間において、初発の普通列車より先に運行される優等列車であった。
養老線では、10時前後に桑名駅発養老駅行で1本だけ運行されていた急行（途中停車駅は多度駅のみ）が廃止された。
特急列車関係では湯の山特急の大阪側のダイヤが変更され、上本町駅 - 近鉄難波間で延長運転した上で近鉄難波駅 - 白子駅間で再度名阪乙特急と併結運転となった。湯の山特急は4往復から3往復に削減され、近鉄名古屋駅発の列車が消滅した。ただし逆方向の湯の山温泉駅発近鉄名古屋駅行は1本残り、この状態で1997年まで続いた。
また吉野駅発大阪阿部野橋駅行特急の初発が吉野駅6時13分発から5時30分発に繰り上げられ（平日・休日とも）、これまで近鉄で一番早く特急が発車する駅であった松阪駅より早くなった。これは平日は2001年、土休日は2011年に再び松阪駅に戻るまで続いた。
この変更では特急の1号車のうち、1 - 32番の座席に禁煙席を設定した。
この年、南大阪線に新形式の6600系が投入された。一方で、元特急車の2250系が運用を終了し、一部は電動貨車に改造された他は同年までに廃車となった。また、養老線の車両の2度目の体質改善が図られ、5820形などが廃車となった。さらに南大阪線の6411系も営業運転を終了し廃車となり、南大阪線から吊り掛け駆動車両が全廃となり、さらなる吊り掛け駆動車両の淘汰が行われた。
なお、同年11月30日には田原本線に佐味田川駅が開業した。一方で、同年9月1日にて東信貴鋼索線が廃止された。

### 1984年11月28日変更

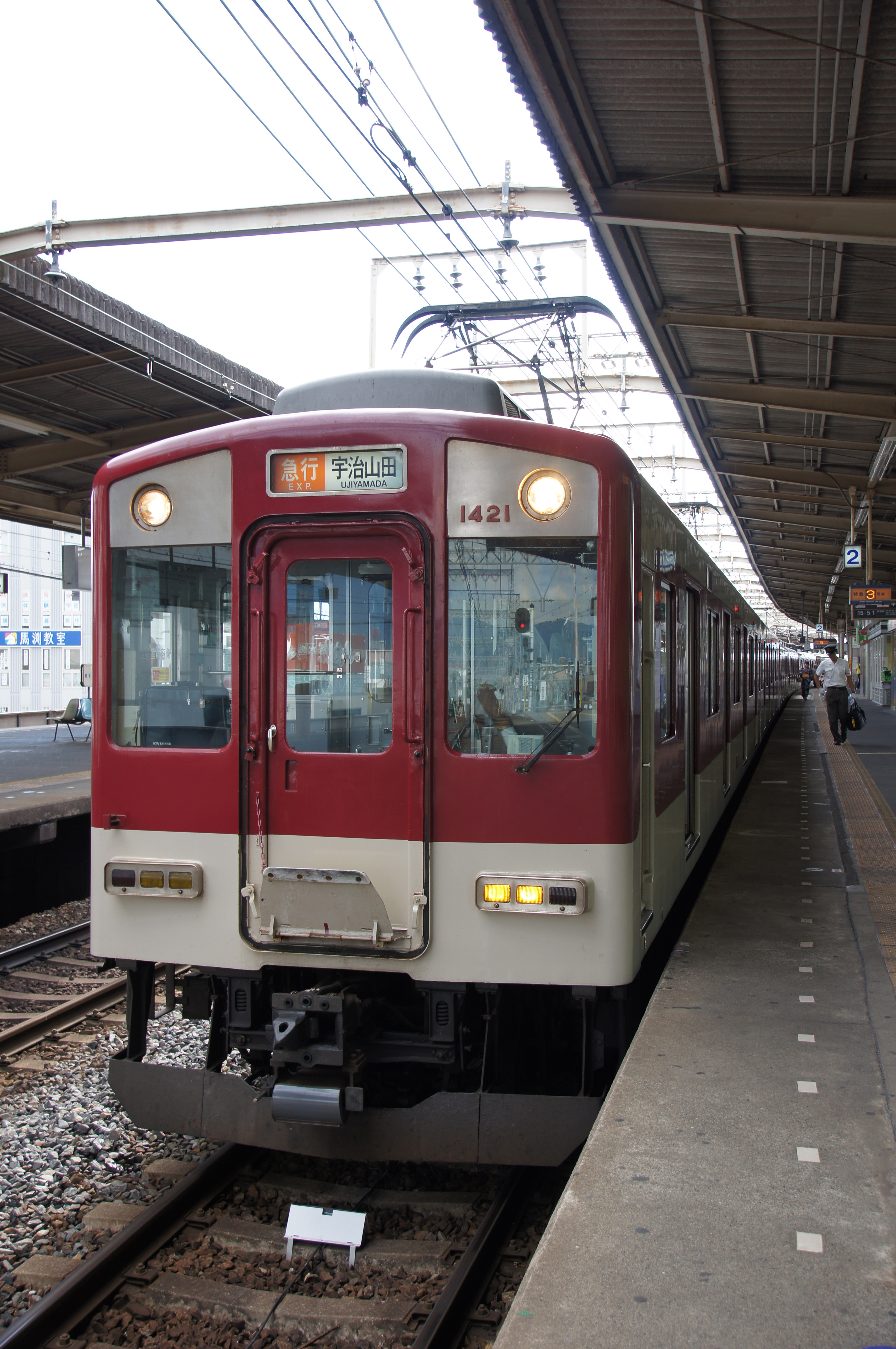
初代1250系の1420系への2度目の改番後（画像は2013年）

新造車両22両の増備と、駅改良工事が完成したことなどにより実施され、大阪線では7時40分から8時50分までに上本町駅に到着するすべての普通が6両編成化され、奈良線では朝混雑時の準急が8両編成となるなど、ほとんどの線区で増結が実施された。このほか、名阪甲特急が2往復増発された。
同年には、架線電圧1500Vの鉄道線としては日本初のVVVFインバータ制御車両となる1250系（その後1251系を経て現在は1420系）が投入され、大阪線で営業運転を開始した。その代替として1954年に落成した近鉄初のカルダン駆動車両である1450形が翌1985年に廃車となった。

### 1985年11月28日変更
大阪線6駅、京都駅2駅、生駒線2駅の改良工事の完成によって、南大阪線関係を除いてダイヤ変更が実施された。
大阪線では上本町駅・大和高田駅・名張駅などのホーム延伸工事が完成し、この変更によって快速急行が10両編成で運転を開始した。京都線関係では京都駅2・3番線、高の原駅のホーム延伸工事の完成および大久保駅の高架化に伴う仮駅化によりダイヤ変更が実施され、増発や増結（3両編成の普通の4両編成化など）が実施された。ファミリー公園前駅では夏季などの催し物開催中に限って臨時停車していたが、日中のすべての普通が停車するようになった。生駒線では、萩の台駅と信貴山下駅の行き違い施設が完成し、朝夕ラッシュ時の生駒駅 - 王寺駅間の運転間隔が20分間隔から15分間隔に変更された。湯の山線では、早朝・深夜の菰野駅折返し列車が湯の山温泉駅発着に延長され、湯の山線の普通列車は全列車が近鉄四日市駅 - 湯の山温泉駅間の運転となった。

### 1986年3月18日変更

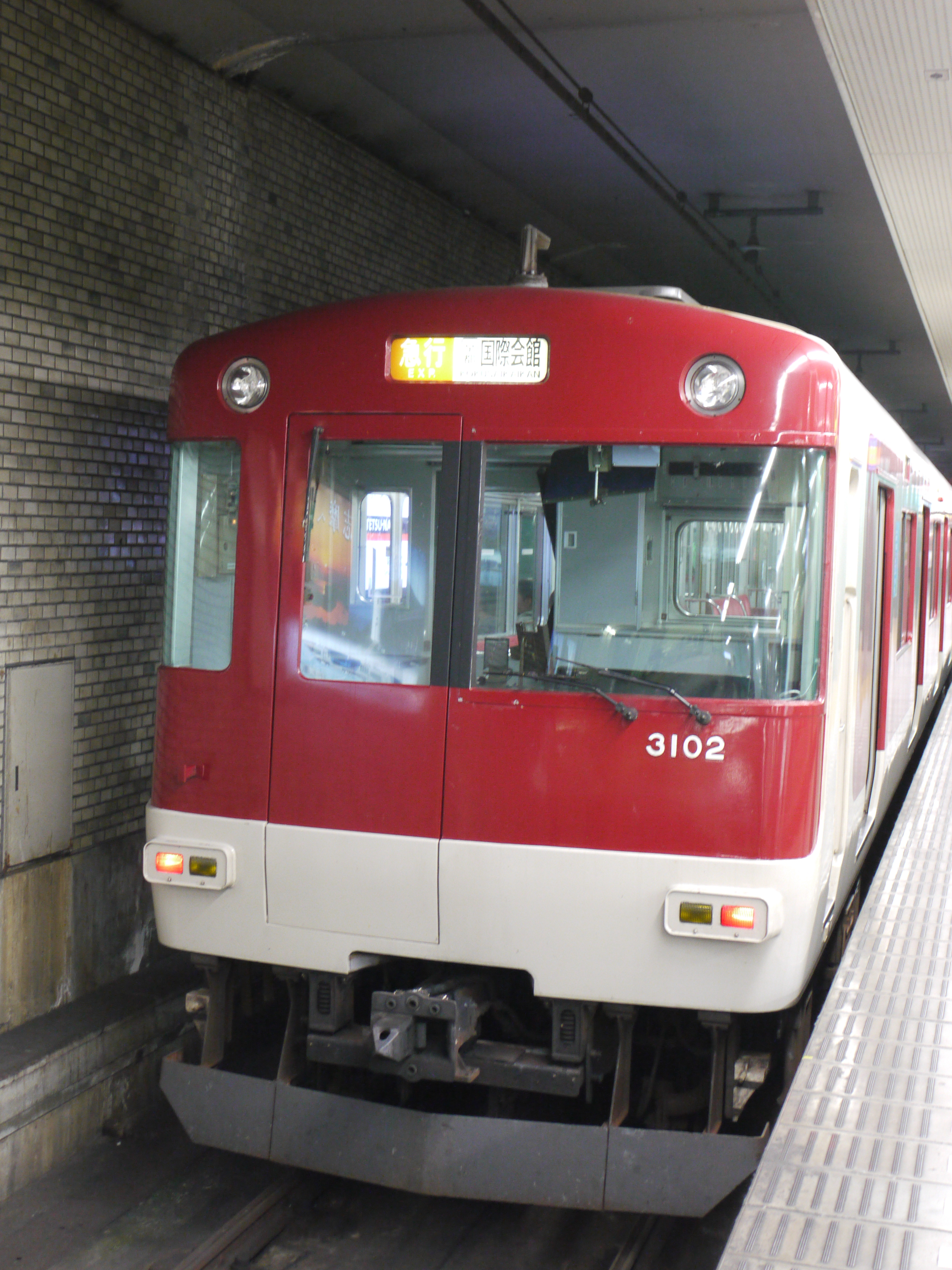
3200系
（画像は2011年10月）

本変更では大阪線の一部の朝ラッシュ時の快速急行のほか、区間快速急行でも上本町駅 - 名張駅間で10両編成となる列車が運転開始した。
奈良線では急行の停車駅に石切駅を追加した。
特急については、1号車の座席番号1~32番に設定していた禁煙席を1両全体に拡大して禁煙車に改称した。
この時刻変更と前後して3200系が営業運転を開始した。ただし、3200系は他の車両と連結ができないため、限定運用を組むことを原則とした。また南大阪線では6400系が営業運転を開始し、6800系ラビットカーを順次置き換えた。なお、これら2形式では車体塗色がこれまでのマルーン単色からマルーンレッド（マルーンの色合いを変更して名称を改称）とシルキーホワイトの新塗色に変更され、既存の通勤車両（一部を除く）についても順次新塗色への変更が行われるようになった。
直後の3月27日には、養老線に北神戸駅が開業した。

### 1986年8月28日変更
内部線・八王子線でダイヤ変更を行った。浜田信号場を廃止し、日中は各線25分間隔から30分間隔（近鉄四日市駅 - 日永駅間は15分間隔）に変更した。

### 1986年10月1日東大阪線開業
東大阪線（現・けいはんな線長田駅 - 生駒駅間）が開業した。
当初は大阪市営地下鉄（現・大阪市高速電気軌道（Osaka Metro））中央線の全列車は直通せず、日中の列車（7分間隔で運転）のうち4本に1本は大阪港駅 - 長田駅間の中央線内折返しとされた。この開業に合わせて近鉄では7000系を8編成投入し、中央線からは20系・30系・50系が乗り入れるようになった。なお、東大阪線では建設費回収のため加算運賃が設定された（2025年4月現在も継続中）。
同日より、プリペイドカード「パールカード」および回数乗車券引換カード「パールカード11（イレブン）」の発売を開始した。
この時開業した東大阪線の列車の時刻を収録するのを機に「近鉄時刻表」が刷新され、1986年秋・冬号より大きさを日本交通公社（現・JTB）版時刻表と同じB5判に変更し、同時に東大阪線以外の普通列車も全列車が掲載されるようになった。ただし、この時点では一部の駅の時刻が従来発行した時刻表と同様に未掲載のまま（ただし大型化により収録駅数は一部増加）であった。

### 1987年3月18日変更
大阪線では高速「伊勢志摩号」が廃止される一方で、日中・夜間を中心に、奈良線関係では朝ラッシュ時に、京都線では夜間に増発が行われた。南大阪線関係では、大阪阿部野橋駅から長野線直通列車が増発されるとともに、日中の道明寺線は30分間隔から20分間隔に変更された。

### 1987年9月21日変更
このダイヤ変更では、大阪線・生駒線・田原本線・名古屋線で実施された。
大阪線では五位堂駅の改良工事が完成し、同駅は区間快速急行・急行の停車駅になった。
生駒線では萩の台駅に折り返し設備が新設されたことにより、生駒駅 - 南生駒駅間の普通が生駒駅 - 萩の台駅間に延長された。また、奈良線の接続のために時刻変更が実施され、田原本線でも一部の列車の時刻が変更された。
名古屋線では日・祝日を除いて、新幹線との接続を図るために、近鉄名古屋発津行き特急、近鉄名古屋発近鉄四日市行き急行がそれぞれ1本増発されるとともに、近鉄名古屋発富吉行き普通が桑名行き普通に変更された。
なおダイヤ変更当日、東大阪線生駒トンネル火災事故が発生した。

### 1987年12月6日変更
南大阪線関係では、大阪阿部野橋駅 - 針中野駅間の高架化と喜志駅 - 富田林駅間の複線化によって、京都線では大和西大寺駅の構内配線変更工事の竣工、竹田駅の移転と大久保駅の高架化工事完成による待避設備の新設とホーム延長工事の実施によってダイヤ変更が実施された。
これにより、南大阪線では6本が増発（うち1本が運転区間変更による増発）、古市駅 - 富田林駅間では最大7両編成で運転できるようになり、古市駅で実施していた増解結が一部廃止された。
京都線では、日中の京都発大和西大寺行き普通の急行待避駅が新田辺駅から大久保駅に変更された。また大久保駅の高架化工事完成に伴い、京都線急行の6両編成運転が再開された。ただし1982年当時と異なり、京都駅 - 大和西大寺駅間の全線で6両編成の運転である。また、京都線の準急の一部も京都駅 - 新田辺駅間で6両運転が開始された。
このダイヤ変更の1ヶ月前より3200系が中間車を増備して6両編成になり、京都線の急行や準急、奈良線や橿原線の一部列車の他に、京都駅 - 新田辺駅間の普通でも運用されるようになった。
同年には大阪・名古屋線でVVVF車両の量産形式となる1220系（日立製VVVF搭載）および2代目1250系（三菱製VVVF搭載。後に1422系に改番）が投入された。なお、この年に680系が全車廃車された。